# Werkverzeichnis des Meisters von Meßkirch

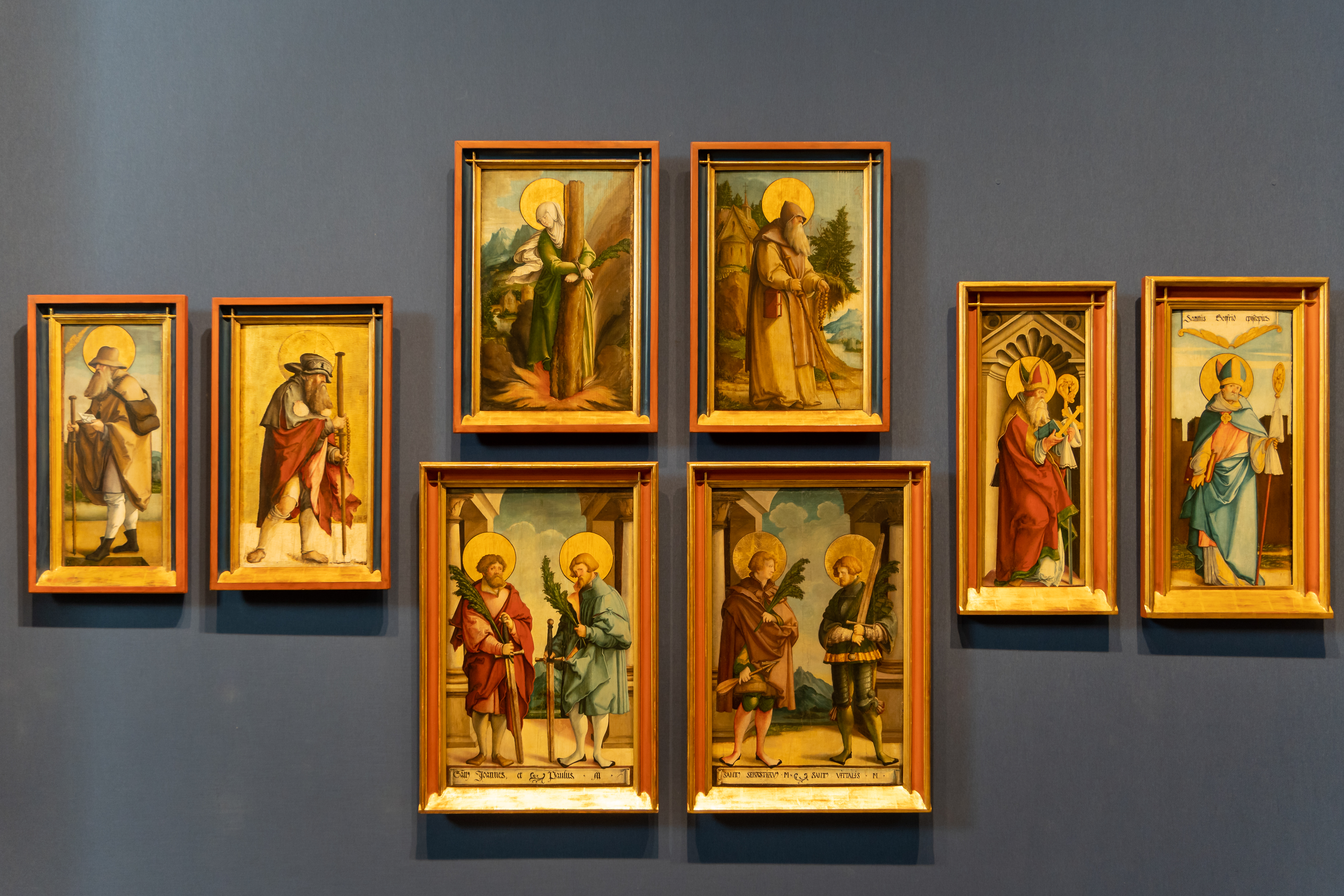
Tafelgemälde des Meisters von Meßkirch in der Johanniterkirche in Schwäbisch Hall (Sammlung Würth)

Das Werkverzeichnis des Meisters von Meßkirch ist eine Bestandsübersicht des Œuvres eines namentlich unbekannten, mit dem Notnamen Meister von Meßkirch bezeichneten Renaissancekünstlers aus Süddeutschland. Die Liste orientiert sich an dem 1933 von dem Kunsthistoriker Heinrich Feurstein erstellten Werkverzeichnis und dem Katalog zur Großen Landesausstellung „Der Meister von Meßkirch – Katholische Pracht in der Reformationszeit“ vom 8. Dezember 2017 bis 2. April 2018 in Stuttgart.

## Geschichte des Œuvres

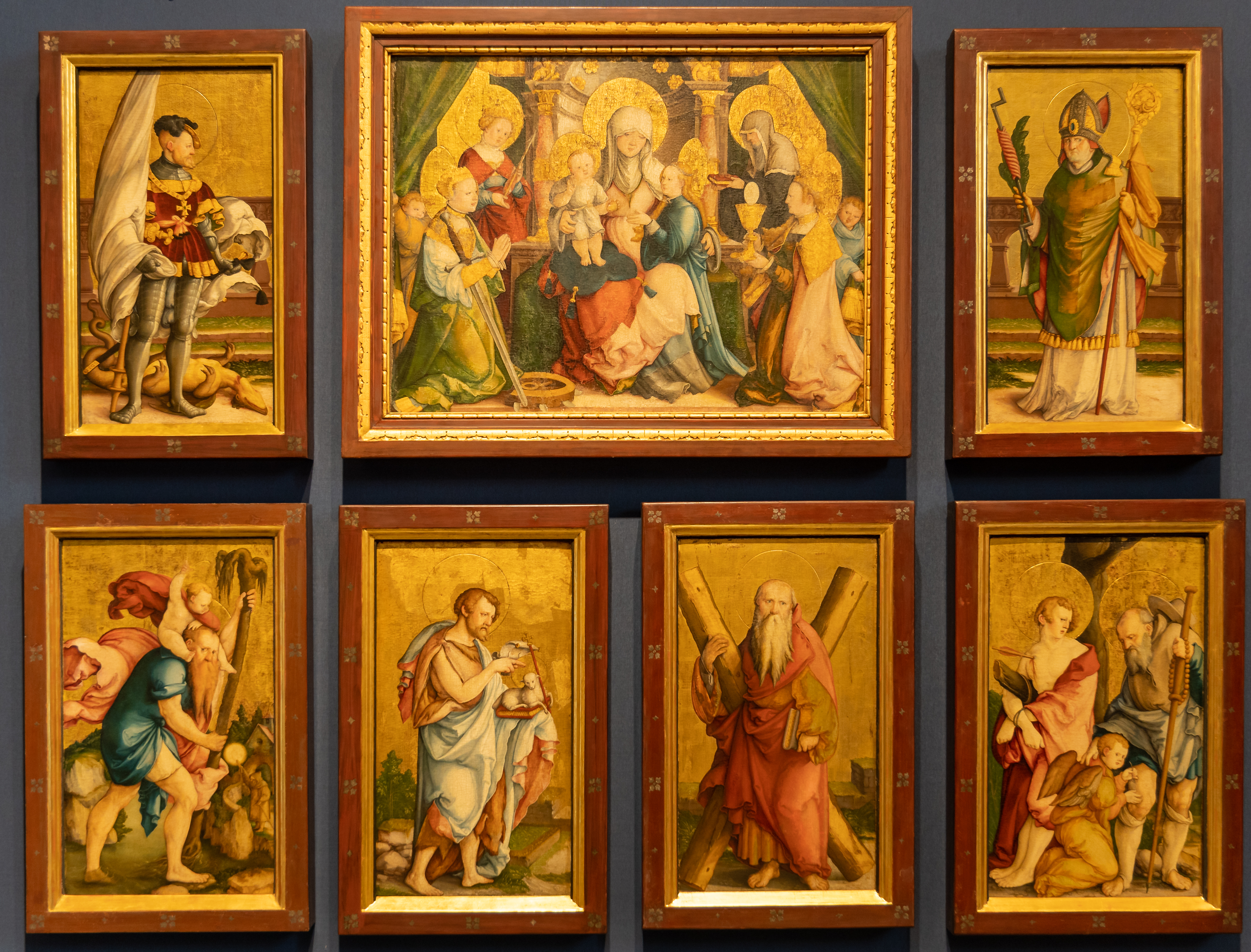
Falkensteiner Altar, Hausaltar aus der Kapelle der Oberfalkenstein
(oben geöffnet, unten geschlossen)

Der Meister von Meßkirch war ein hauptsächlich in der ersten Hälfte des 16. Jahrhunderts an der Oberen Donau tätiger Künstler, dessen Hauptwerk im Auftrag der in Meßkirch residierenden Grafen von Zimmern entstand. Durch Erbfolge und die besondere Beziehung Joseph von Laßbergs zum Haus Fürstenberg kamen bedeutende Teile des Werkes in die Fürstlich Fürstenbergischen Sammlungen. Von einem ihrer späteren Leiter, Heinrich Feurstein, stammt deshalb auch das erste systematische Werkverzeichnis.
Neben den zunächst im Familienbesitz gebliebenen Hausaltären wie den Sigmaringer Marientafeln, dem Falkensteiner Altar, dem Sigmaringer Hausaltärchen und dem Wildensteiner Altar und einigen ihm zugeordneten Porträts und Epitaphen sowie den Seccomalereien im Kloster Heiligkreuztal besteht das erhaltene Hauptwerk des Meisters aus der Altarausstattung für die Kirche Sankt Martin in Meßkirch. Diese Altarausstattung wurde in den Jahren 1535–1540 von ihm und, wie die unterschiedlichen qualitativen Ausfertigungen belegen, von seinen Werkstattmitarbeitern gefertigt. Auf der Basis der erhaltenen Mitteltafeln, Zuordnung einzelner Heiliger zu spezifischen Altarstiftungen und den baulichen Gegebenheiten, waren es bis zu zwölf Altäre mit jeweils einer Mitteltafel, zwei beidseitig bemalten Flügeln und je zwei Standflügeln, also 12 Mittelstücke und 72 Flügelbilder. Heute bekannt sind 9 Mittelteile und eine Kopie eines Mittelteils sowie 58 Flügelbilder. Nur vier der Altäre, der Hauptaltar (Hochaltarretabel), zwei heute in Sankt Gallen befindliche Altäre (Abendmahlretabel, Versuchungsretabel) und ein weiterer Nebenaltar, lassen sich im ungefähren Werkszusammenhang rekonstruieren, auch wenn die Einzelteile über mehrere Museen und Standorte verteilt sind. Die Kirche wurde im Jahr 1772 unter der Mitarbeit von Meinrad von Au im Stil des Rokoko grundlegend umgestaltet und die Altäre zunächst eingelagert, möglicherweise auch in benachbarten Kirchen weiterverwendet.
| Hochaltarretabel (Kirche Sankt Martin in Meßkirch) geschlossen geöffnet | Abendmahlretabel (Kirche Sankt Martin in Meßkirch) - geschlossen - geöffnet | Versuchungsretabel (Kirche Sankt Martin in Meßkirch) - geschlossen - geöffnet | Nebenaltarretabel (Kirche Sankt Martin in Meßkirch) geschlossen geöffnet Sigmaringer Marientafeln (Hausaltar, unbekannt) | Wildensteiner Altar (Hausaltar, vrmtl. Schloss Meßkirch) geschlossengeöffnet Sigmaringer Hausaltärchen (Anna von Zimmern) \| \| geschnitzte Figurengruppe \| \| \| \| |
|                                                                         | geschnitzte Figurengruppe                                                   |                                                                               | | |
|                                                                         |                                                                             |                                                                               | | |

### Der Weg des Œuvres in Sammlungen und Museen
Bis auf einige wenige Ausnahmen – die Fresken in Heiligkreuztal, die aber nicht mehr sehr gut erhalten sind, das Bildnis des Eitelfriedrich III. von Zollern (1561), das Sigmaringer Hausaltärchen sowie die Mitteltafel des Dreikönigaltars – befinden sich die Werke heute nicht mehr in ihrem ursprünglichen Kontext, sondern verstreut in Museen und Sammlungen auf zwei Kontinenten.
Frühromantische Autoren wie Friedrich Schlegel, Wilhelm Heinrich Wackenroder und Ludwig Tieck hatten in ihren Schriften zu einer Wiederentdeckung der mittelalterlichen Tafelmalerei aufgerufen. Durch die Säkularisation, aber auch durch die Mediatisierung und die dadurch bedingte Neuorganisation der Kirchenverwaltung (im hier betrachteten Gebiet: Auflösung des Bistums Konstanz, Neugründung der Bistümer Freiburg und Rottenburg), war Kirchengut nicht nur in den Klöstern und Stiften, sondern auch in Stadt- und Dorfkirchen in neue und unsichere Eigentumsverhältnisse gekommen. Privatsammler bekamen die Möglichkeit, sich solches Kulturgut anzueignen. Obwohl heute oft die Klage über den Verlust von Kulturgut in jener Zeit in den Vordergrund gestellt wird, bewirkte dies, dass Kunstwerke der im Zeitalter von Barock und frühem Klassizismus verpönten spätmittelalterlichen und frühneuzeitlichen Kunst, die sich bedingt durch diesen Stilwandel schon nicht mehr am originalen Aufstellungsort befand, sondern oft eingelagert war oder ganz zweckentfremdet genutzt wurde, sowohl materiell gerettet als auch ästhetisch rehabilitiert werden konnten.
Bei den Werken des Meisters von Meßkirch waren dies hauptsächlich zwei Sammler: Joseph von Laßberg und Johann Baptist von Hirscher.
Laßbergs wissenschaftliches Interesse entsprang nicht nur der beginnenden Germanistik, sondern auch der ebenfalls gerade beginnenden Kunstgeschichte als Wissenschaft, geprägt von der oben erwähnten romantischen Ästhetik. Er betrieb langjährige Studien, in denen er eine oberschwäbische Abstammung der Holbein-Familie beweisen wollte, inklusive eines angeblichen Aufenthalts Holbeins bei den Grafen von Zimmern. Er schrieb die von ihm gefundenen Werke des Meisters von Meßkirch zeitlebens Hans Holbein zu.
Neben dieser Holbein-Forschung waren die Tafelbilder für Laßberg Tauschobjekte, um damit Handschriften zu erwerben, so zum Beispiel die Sankt Galler Versuchungs- und Abendmahlsretabeln im Tausch mit Bischof Carl Johann Greith aus dessen Bibliothek noch in den 1850er Jahren. Oder sie waren Geschenke und Tausche unter Freunden und Verwandten wie Der Heilige Werner für Werner von Haxthausen.
Johann Baptist von Hirscher war Theologe; in seinen Schriften finden sich keine Gedanken zu kunstgeschichtlichen Themen. Und dennoch stellen die 250 Gemälde und Schnitzwerke, die sich aus den Unterlagen über die Verkäufe aus seiner Sammlung rekonstruieren lassen, eines der geschlossensten Ensembles spätmittelalterlicher Kunst dar, die ein Privatsammler in Süddeutschland jemals zusammengetragen hat.

#### Sammlung Hirscher
| Aus der Sammlung von Hirscher - M1. Die Beweinung und Grablegung Christi - M2. Die Auferstehung Christi und Noli me tangere - M3. Geißelung Christi und Christus vor Pilatus - 1. Die Heilige Katharina (linker Drehflügel, innen) - Rückseite verschollen - 2. Der Heilige Paulus (rechter Drehflügel, innen) - Rückseite verschollen - 3. Die Heilige Agnes (rechter Drehflügel, innen) - Rückseite verschollen - 4. Der Heilige Gangolf (linker Drehflügel, außen) - Der Heilige Crispinus (linker Drehflügel, innen) - 5. Der Heilige Crispianus (rechter Drehflügel, innen) - Die Heilige Lucia (rechter Drehflügel, außen) - 6. Heilige Walburga (li. Standflügel, Pendant Heilige Eulalia) - 7. Heilige Eulalia (re. Standflügel, Pendant Heilige Walburga) - 8. Heiliger Stephanus (linker Drehflügel, außen) - Der Heilige Veit (linker Drehflügel, innen) - 9. Erzengel Michael als Seelenwäger (re. Drehflügel, innen) - Heiliger Cyriakus (rechter Drehflügel, außen) - 10. Der Heilige Fabian (Innenseite, rechts) - Rückseite verschollen - 11. Heiliger Ulrich (linker Standflügel) - 12. Der Heilige Gregor (linker Standflügel) - 13. Die Heilige Agatha (rechter Standflügel) - 14. Tafel verschollen - 15. Tafel verschollen - S1. Heilige Benedikt im Gebet - D1. Die Heilige Dreifaltigkeit |

Mit dem Sammeln von Kunstwerken kam Hirscher erstmals beim Besuch der Galerie des Fürsten Ludwig zu Oettingen-Wallerstein im Jahr 1816 in Berührung. Er begann unmittelbar mit dem Sammeln mittelalterlicher Kunst und unterbreitete Wallerstein bereits 1821 ein Angebot, das dieser nicht annahm. Aus dem Angebot lässt sich aber rekonstruieren, welche Werke des Meisters von Meßkirch damals schon in Hirschers Besitz waren.

„Von Hans Holbein - eine Grablegung 2 × 2 1/2 Schuhe“
„Von demselben - eine Auferstehung Christi 2 1/4 × 2 Schuhe“
„Von demselben - 15 Stücke, z.T. doppelt bemalt, und einzelne Heilige vorstellend. Es befindet sich auf je einer Seite ein Heiliger. Einige haben Goldgrund 2 × 3/8-4/8 Schuhe“
„Außer der inneren Glaubwürdigkeit haben diese Bilder sämtlich das Zeugnis des Freiherrn von Laßberg (Herausgeber der Sammlung altdeutscher Gedichte) für sich, welcher von einer anderen Seite her einen Teil dieser ehemals zusammengehörigen Bilder erworben und versichert hat, daß er es urkundlich habe, daß dieselben von dem Basler Holbein seien […]“

Die Tafeln scheinen zu diesem Zeitpunkt noch nicht gespalten worden zu sein. Nimmt man die heute der Sammlung Hirscher zugeschriebenen Werke, so fehlen zwei Tafeln. Vier Rückseiten scheinen ebenfalls verschollen zu sein. Wie seine späteren Verkäufe zeigen, besaß er über dieses Angebot hinaus noch weitere Werke des Meisters von Meßkirch, die er erst später zum Verkauf anbot.
Hirscher gab niemals Auskunft über den Ort, von dem seine Kunstwerke stammten oder von wem er sie erworben hatte. Dass es ihm dennoch nicht um den reinen Gelderwerb ging, wird dadurch deutlich, dass er seine Sammlung in der Regel en bloc an ausgewiesene Kunstsammler oder Institutionen verkaufte.
Der erste dieser Verkäufe erfolgte an den Stuttgarter Kunstsammler Carl Gustav Abel im Jahr 1834. Dieser erwarb am 26. Juli insgesamt 61 Gemälde zum Preis von 2.100 Gulden.
In einer Aufstellung zur Sammlung Abel bei Franz Kugler sind 1837 folgende Werke, welche dem Meister von Meßkirch zugeordnet werden können, vermerkt:

Hans Holbein, der Ältere
Aus einer Kirche in Messkirch
Maria Magdalena
Johannes Baptist
St. Martin
St. Wernher
Beham (?)
Aus einer Kirche zu Meßkirch
Vier Bilder mit Märtyrern
Zusätzlich noch
aus Konstanz
Votivtafel der Familie von Bubenhofen (Sic dilexit Deus mundum)

Die Werke des Meisters von Meßkirch waren 1859 nicht im Verkauf der Sammlung Abel an Württemberg enthalten. Die an Abel verkauften Werke gingen alle in den privaten Kunsthandel. Aus der Sammlung Hirscher waren das die beiden Mitteltafeln M1, M2, die zwischenzeitlich von ihren Vorderseiten getrennten Rückseiten (Außenseiten) 4, 8, 9, eine Schauseite ohne bekannte Rückseite (10) und die nur einseitig bemalten Standtafeln 6, 7, 11, 12 und 13.
Im Jahr 1850 kam ein von Gustav Friedrich Waagen in die Wege geleiteter Verkauf weiterer Teile der Sammlung Hirscher an die Gemäldegalerie des königlich preußischen Museums in Berlin zustande. Vom Meister von Meßkirch waren dies fünf Schauseiten, die nun in einer neuen Montierung präsentiert wurden.

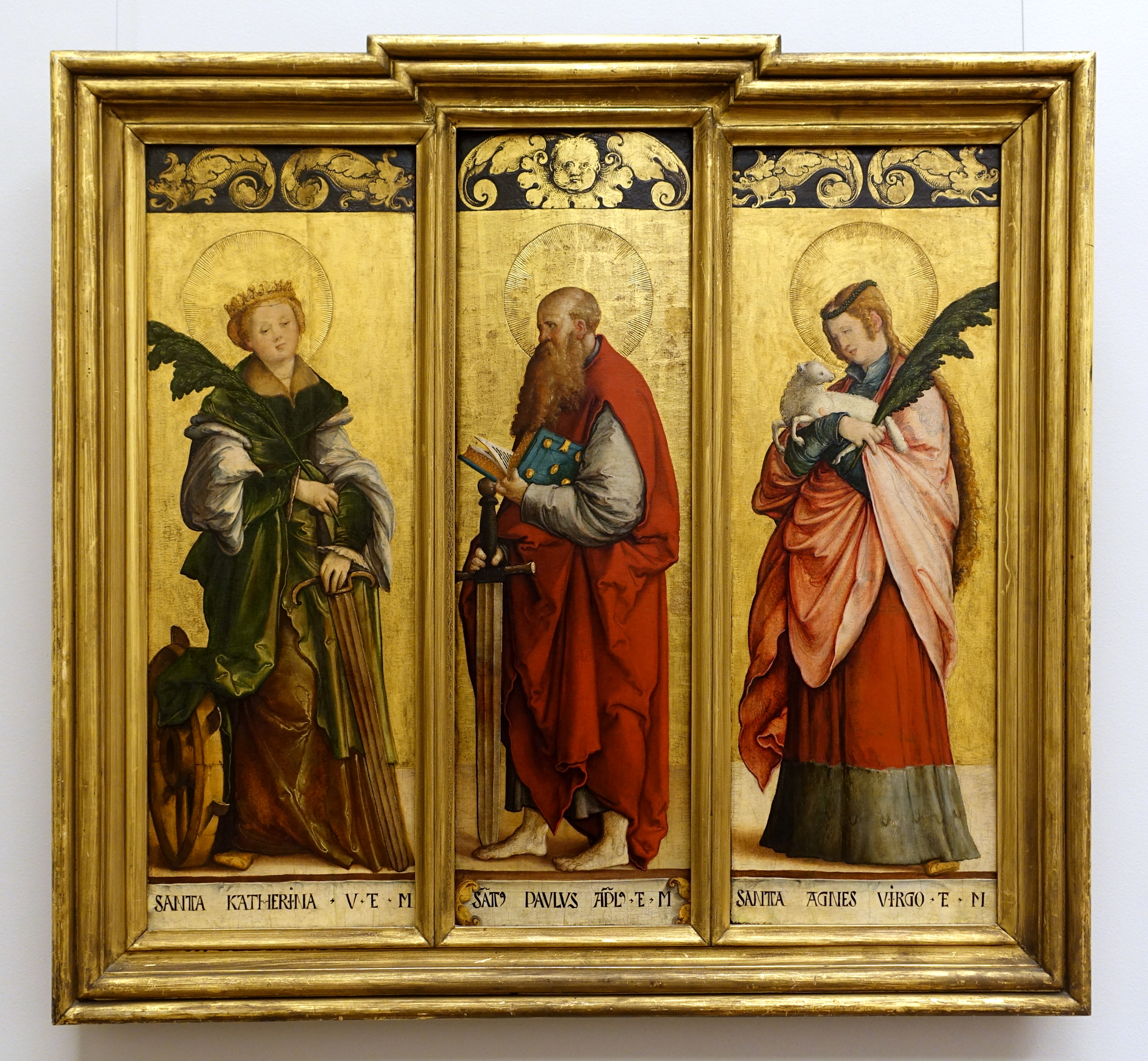
Die Heiligen Katharina / Der Heilige Paulus / Die Heilige Agnes (Verbleib der Rückseiten kann nicht mehr zurückverfolgt werden)
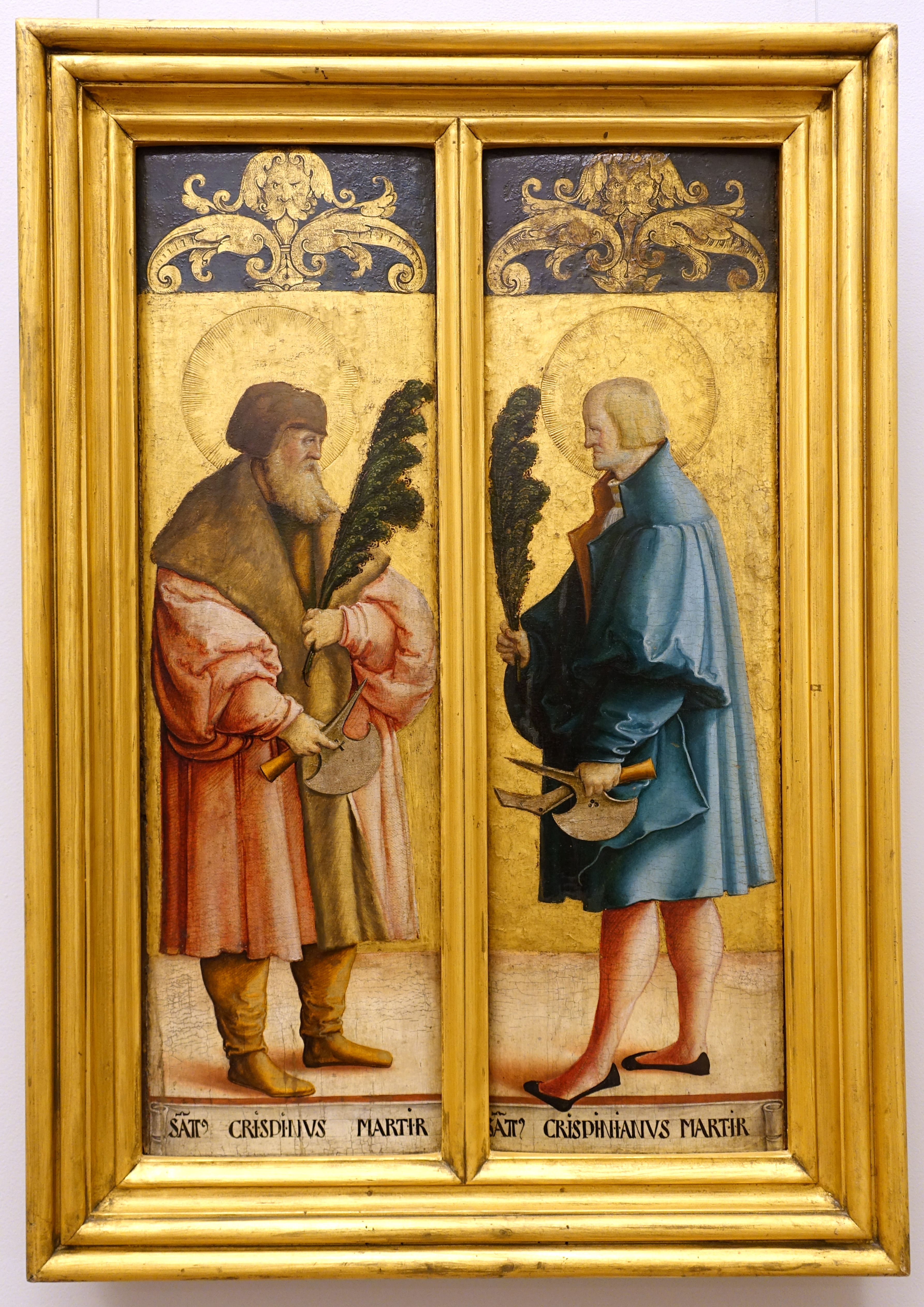
Der Heilige Crispinus und der Heilige Crispinianus (Rückseiten wurden an Abel veräußert)

Ein weiterer größerer Verkauf von insgesamt 109 Bildern zum Gesamtpreis von 16.000 Gulden aus der Sammlung Hirscher erfolgte im Jahr 1858 an das Großherzogtum Baden.
Vom Meister von Meßkirch waren dies die Festagsseiten Der Heilige Veit und Der Erzengel Michael als Seelenwäger (Innenseiten 8 und 9) sowie Die Heilige Lucia (Außenseite 5) und die Mitteltafel M3 (Geißelung Christi und Christus vor Pilatus).
Ein Jahr vor seinem Tod wandte sich Hirscher an die württembergische Regierung. Er bot 47 Gemälde und 12 Skulpturen an, die er gerne als Teil der Staatsgalerie Stuttgart sehen wollte. Der Kaufvertrag kam, nur fünf Tage vor seinem Tod, am 29. August 1865 zu Stande. Von den Werken des Meisters von Meßkirch fand der Der Heilige Benedikt im Gebet (S1) Eingang in die Sammlung. Ein weiteres Bild, das zu einem größeren Ensemble zusammenhängender Tafeln gehört, welches sich in Hirschers Sammlung befand, ist heute Bestandteil des Diözesanmuseums Rottenburg. Die Heilige Dreifaltigkeit (D1) kam mit der Sammlung Dursch des Georg Martin Dursch mit dem Ankauf von dessen Sammlung an das Museum. Dursch war ein Schüler Hirschers und wurde von diesem selbst zum Sammeln spätgotischer Holzbildwerke und Tafelmalereien inspiriert. Feurstein vermutet, dass es ebenfalls ursprünglich aus der Sammlung Hirschers stammt.

#### Joseph von Laßberg als Sammler
Laßberg ist uns heute vornehmlich als Handschriften- und Büchersammler in Erinnerung. Aber seine Liebe zum Mittelalter inszenierte er auch im eigenen Leben hemmungslos, so in seiner Blauen Stube im Schloss Eppishausen.

„Die gemalten Glasscheiben mit den alten Wappen und Bildern; die Tafelrunde in der Mitte des Zimmers mit dem antiken Tintengefäß und alten Büchern und Werkzeugen überdeckt; deutsche Holzgemälde an den Wänden aufgehängt; alte Gewehre und Waffen in den Ecken hingestellt; Schränke mit schönen Bildern von eingelegter Arbeit verziert; ein großer Kopf mit türkischem Tabak gefüllt und eine Anzahl verschiedenartig geformter Tabakspfeifen; selbst die Krüge, Flaschen und Gläser und der Teller auf der Tafel - Alles machte auf den Betrachter einen überraschenden Eindruck.“

Er reagierte auf das Trauma der Französischen Revolution, die darauf folgenden territorialen Umwälzungen und die Zerschlagung der altständischen Ordnung des Reiches mit einem Aufruf zum Sammeln. Er war bemüht, die durch den Wandel seiner Zeit und die Zerstörung der alten Ordnung dem Verlust und der Zerstreuung ausgesetzten Kulturgüter zu bewahren. Einem Kettenbruder, Friedrich Carl von und zu Brenken, schrieb er 1820: „Lassen Sie uns, jeder an seinem Orte, sammeln und bewaren, was wir aus der Flut der Zeiten zu retten vermögen.“ Und seinem Freund Johann Adam Pupikofer schrieb er „Ich habe gesammelt, so viel mir möglich war. Nun legen auch Sie, junger Freund, zum nämlichen Zwecke kräftig die Hand ans Werk! Richten Sie Ihr Augenmerk am schärfsten auf dasjenige, was dem Untergange nahe steht und, einem ungewissen Schicksal preisgegeben, der Rettung bedarf, damit es nicht spurlos verschwinde!“
Nach einem Brief aus dem Jahr 1850 an seinen Freund Carl Johann Greith, dem späteren Bischof von Sankt Gallen, erwarb Laßberg 1817 oder 1818 die Altarflügel von den Meßkircher Kirchenpflegern.
Einen Beleg für einen Kauf gibt es aber erst für die Jahre 1821/22. Christian Altgraf zu Salm unterstellte Laßberg deshalb in seiner 1950 erstellten Dissertation zum Meister von Meßkirch einen altersbedingten Gedächtnisfehler. Da Hirscher wie Laßberg bereits vor 1821 Werke des Meisters von Meßkirch besaß, ist davon auszugehen, dass Laßberg mehrfach Werke aus Meßkirch bezog. Da nicht bekannt ist, welche Werke er wann bezog, werden in Publikationen meist beide Daten „1817/18“ und „1821/22“ angegeben.
Laßberg hatte Elisabeth zu Fürstenberg in der Zeit der Mediatisierung des Fürstentums und in der Vormundschaft ihres Sohnes Karl Egon unterstützt und wurde auch von ihr in seiner Sammlertätigkeit unterstützt.
Laßberg scheint auch eine ziemlich freie Hand im Umgang mit den im fürstenbergischen Familienbesitz befindlichen Bildern gehabt zu haben. So sind die Umstände unklar, wie im Rahmen der Restaurierung des Falkensteiner Altars unter der Federführung der Gebrüder Boisserée in München im Jahr 1838 die Bilder des linken Drehflügels (Der Heilige Georg und Der Heilige Johannes der Täufer) an Werner von Haxthausen gelangen konnten, seinen Freund, Kettenbruder und Onkel seiner zweiten Frau Jenny von Droste zu Hülshoff.
Ab 1842 verhandelte er mit dem Haus Fürstenberg über den Verkauf seiner Sammlungen (Bücher und Gemälde), der Verkauf erfolgte aber erst 1852 zum Preis von 27.000 Gulden.
Einige seiner Bilder kamen auch über den Familienbesitz seiner Töchter in den Kunsthandel.
| Aus der Sammlung von Joseph von Laßberg Hochaltarretabel (heute vorwiegend in der Staatlichen Kunsthalle Karlsruhe) - Der Heilige Martin mit Bettler und dem Stifter Gottfried Werner von Zimmern - Staatliche Kunsthalle Karlsruhe - Der hl. Johannes der Täufer mit der Stifterin Apollonia von Henneberg - Staatliche Kunsthalle Karlsruhe - Der Heilige Werner - Werner von Haxthausen - Kunsthandel - Die hl. Maria Magdalena - Staatliche Kunsthalle Karlsruhe Versuchungsretabel (heute vorwiegend in der Bischöfliche Kunstsammlung Sankt Gallen) - Der Heilige Erasmus von Antiochia - Der Heilige Gallus - Die Versuchung und die Taufe Christi - Der Heilige Valentin von Rätien - Der Heilige Fridolin von Säckingen - Der Heilige Gebhard - Sammlung Würth - Der Heilige Erasmus von Antiochia - Der Heilige Gallus - Der Heilige Valentin von Rätien - Der Heilige Fridolin von Säckingen - Der Heilige Pelagius - Sammlung Würth Abendmahlretabel (heute geschlossen in der Bischöfliche Kunstsammlung Sankt Gallen) - Der Heilige Antonius Abbas - Der Heilige Achatius von Armenien - Die Fußwaschung Petri durch Christus und das letzte Abendmahl - Der Heilige Konrad von Konstanz - Ein Begleiter des Heiligen Achatius von Armenien - Der Heilige Nikolaus von Myra - Der Heilige Antonius Abbas - Der Heilige Achatius von Armenien - Der Heilige Konrad von Konstanz - Ein Begleiter des Heiligen Achatius von Armenien - Der Heilige Magnus von Füssen Weitere Tafeln (nach dem Ausverkauf der Fürstlich Fürstenbergischen Sammlungen heute vorwiegend in der Sammlung Würth) - Der Heilige Gottfried von Amiens - Sammlung Würth - Der Apostel Jakobus der Ältere - Sammlung Würth - Die Heiligen Sebastian und Vitalis - Sammlung Würth - Die Heiligen Märtyrer Johannes und Paulus - Sammlung Würth - Der Heilige Paulus von Theben - Sammlung Würth - Die Heilige Afra - Sammlung Würth - Der Heilige Antonius Abbas - Sammlung Würth - Ein Heiliger Bischof - Sammlung Würth - Der Heilige Otmar von Sankt Gallen - Laßberg? - Grafen von Bodman - Die Heilige Odilie von Hohenburg - Laßberg? - Grafen von Bodman - Ein heiliger Diakon - Familienerbe - Kunsthandel - nach 1938 verschollen - Der Heilige Kosmas - Familienerbe - Kunsthandel - nach 1938 verschollen - Der Heilige Jodokus - Sammlung Würth - Die Beweinung Christi und seine Grablegung - Gemäldegalerie Berlin - Christus am Ölberg und die Gefangennahme Christi - Gemäldegalerie Berlin |

#### Der Verbleib der Werke

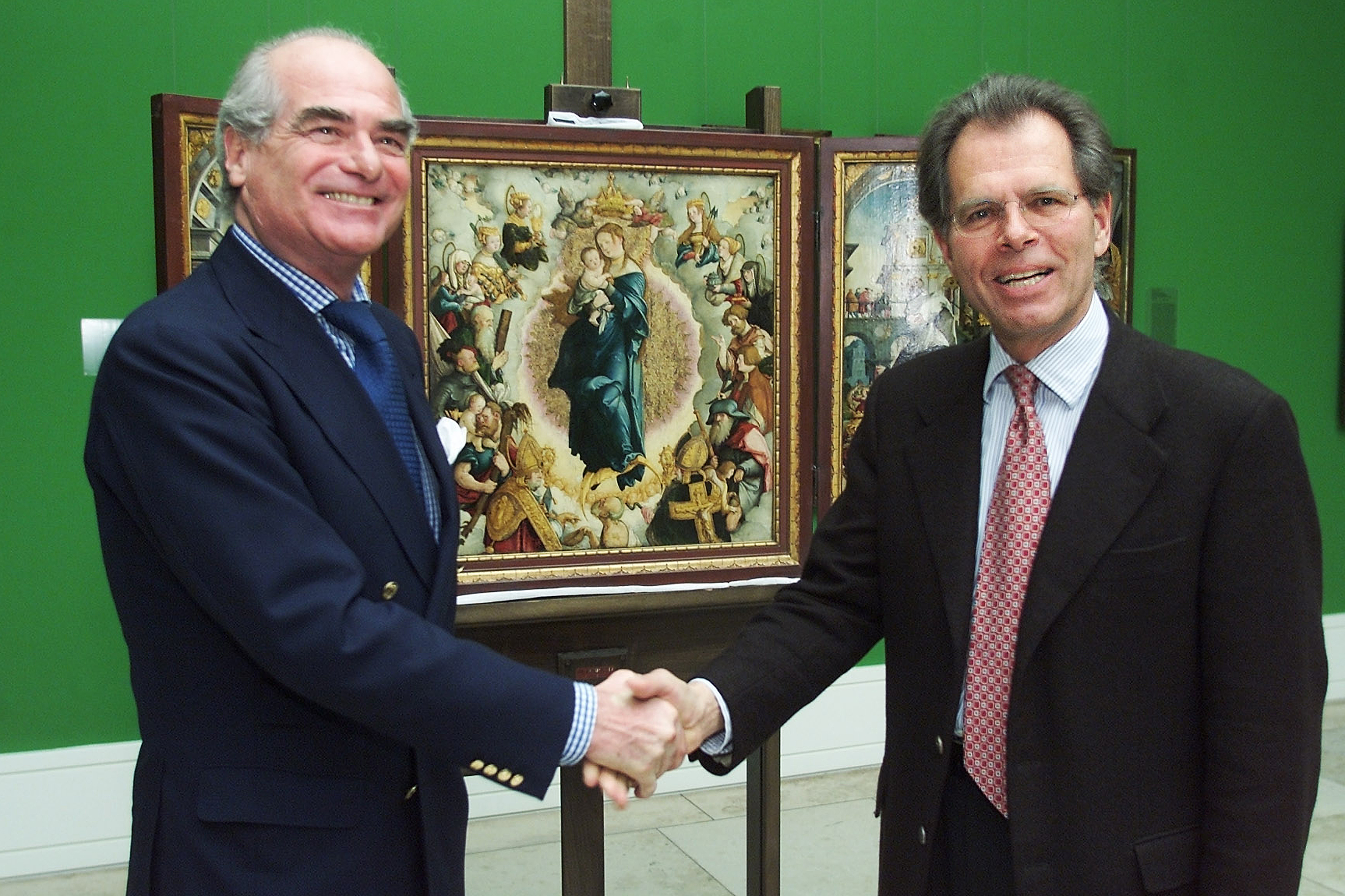
Der frühere Direktor der Staatsgalerie Stuttgart Christian von Holst und Heinrich Fürst zu Fürstenberg, 2002, bei der Übergabe des Wildensteiner Altars als Leihgabe

Viele der Werke des Meisters von Meßkirch fanden gemeinsam Eingang in größere Museen. Die Werke aus der Sammlung Laßberg fanden zunächst ihren Weg in die Fürstlich Fürstenbergischen Sammlungen, die Werke aus der Sammlung Hirscher in das Berliner Kaiser Friedrich Museum und in die Großherzögliche Gemäldegalerie Karlsruhe. Obwohl die Staatsgalerie Stuttgart auch Werke aus der Sammlung Hirscher übernahm, war darunter kein Werk des Meisters von Meßkirch. Der Grund liegt in der damaligen Ankaufpolitik dieser Sammlungen. In Karlsruhe beauftragte der Großherzog Friedrich I. von Baden den Historien- und Porträtmaler sowie Professor und Lehrer der Antiken- und Malklasse an der Karlsruher Kunstschule Ludwig des Coudres und als Zweitgutachter den Direktor der Großherzoglichen Gemäldegalerie Carl Ludwig Frommel mit der Begutachtung der Kunstwerke. Für die beiden hatte die Sammlung keine Galeriewürdigkeit. Aus dem Angebot Hirschers, das nach heutigem Verständnis illustre Namen beinhaltete, wurden nur fünf Bilder für vorzüglich befunden, 27 für gut, 34 als „respektabler Mittelschlag“ und 11 als „fast werthlos“.
Es ist also wenig verwunderlich, dass die Werke des Meisters von Meßkirch, den diese akademischen Maler noch nicht einzuordnen wussten, über die Erben Hirschers und Abels im privaten Kunsthandel landeten, wie zum Beispiel die abgespaltenen Außenseiten der Drehflügel des nur noch rekonstruierbaren Nebenaltarretabels. Sie wurden 1863 über Lempertz an George Gillis Haanen in Köln verkauft, am 9. November 1909 mit der Sammlung von Édouard Louis François Fétis bei Le Roy Frères in Brüssel versteigert und kamen über Frederik Muller, Amsterdam an John G. Johnson, der sie 1917 mit seiner Sammlung dem Philadelphia Museum of Art vermachte.
Werke, die Laßberg nicht an die Fürstenbergsammlung verkaufte, wie die beiden Standflügel „Der Heilige Kosmas“ und „Ein Heiliger Diakon“, kamen an die Freiin Carla Droste zu Hülshoff als Erbin und sind zuletzt 1934 in der Galarie Caspari in München nachgewiesen. Sie gelten seither als verschollen.
Die abgespaltene Außenseite des linken Drehflügels des ehemaligen Hochaltarretabels „Der Heilige Werner“, den Laßberg um 1836 mit Werner von Haxthausen gegen eine Heilige Familie von Jan van Hemessen tauschte, kam über dessen Erben an Hermann von und zu Brenken, von diesem an Richard von Kaufmann und über eine Auktion an Walter von Pannwitz. Nach dessen Ableben wurde die Tafel von seiner Witwe nach Schloss Hartekamp in den Niederlanden gebracht. Im Januar 1941 wurde das Werk über den Kunsthändler Walter Andreas Hofer an Hermann Göring verkauft. Über den Munich Central Collecting Point wurde es an die Staatliche Sammlung des Rijksdienst voor het Cultureel Erfgoed restituiert und ist heute im Bonnefantenmuseum in Maastricht ausgestellt.
Nachdem sich das Haus Fürstenberg in den 1990ern bereits von seinem alten Bibliotheksbestand getrennt hatte, begann es Anfang der 2000er, seine Gemäldesammlung Alter Meister aufzulösen. Der Industrielle Reinhold Würth erwarb für einen zweistelligen Millionenbetrag den Großteil der Sammlung, bis auf die Werke, die sich bereits als Dauerleihgaben in der Staatlichen Kunsthalle in Karlsruhe und in der Staatsgalerie Stuttgart befanden.
So kamen die in der Fürstenbergsammlung verblieben Tafeln der Drehflügel des Hauptaltarretabels nach Karlsruhe; die vierte Tafel befindet sich wie oben erwähnt als geschütztes nationales Kulturgut in den Niederlanden. Die beiden Standflügel waren schon früh als Werke Albrecht Dürers in den Pariser Kunsthandel gelangt und 1869 von Franz von Rinecker erworben worden. Sie sind heute Teil der Bayerischen Staatsgemäldesammlungen und befinden sich in der Staatsgalerie Altdeutsche Meister in Augsburg. Nur die Mitteltafel „Die Anbetung der Heiligen Drei Könige“ befindet sich – nun als Seitenaltar – am ursprünglichen Ort, der Stadtpfarrkirche Sankt Martin in Meßkirch.
Der Wildensteiner Altar, der sich seit 2002 als Leihgabe in der Staatsgalerie Stuttgart befand, konnte im Jahr 2012 mit Unterstützung der Kulturstiftung der Länder und der Ernst von Siemens Kunststiftung endgültig erworben werden. Nach dem „Ausverkauf kultureller Bedeutung durch das Adelshaus Fürstenberg“ wurde er als „Die Trophäe unter den Neuerwerbungen“ bezeichnet.

## Liste der Werke des Meisters von Meßkirch
Heinrich Feurstein hatte 1933 seine Liste nach der alphabetischen Sortierung der damaligen Standorte nummeriert. Dies stimmt mit den heutigen Standorten nicht mehr überein. Die Große Landesausstellung vom 8. Dezember 2017 bis 2. April 2018 in Stuttgart stellte die bisher vollständigste Schau der Werke des Meisters von Meßkirch dar. In der Ausstellung und im Katalog wurde versucht, die einstigen Werkzusammenhänge wieder darzustellen. Da einige wenige Werke nicht ausgestellt werden konnten (mit n.a. markiert), ist die Ausgangssortierung dieser Liste chronologisch nach dem Entstehungsjahr der Werke, bei den Altären aus St. Martin noch nach den dem Stuttgarter Katalog folgenden, rekonstruierten Werkzusammenhängen eingeordnet. Die Liste ist sortierbar: Nach Werkzusammenhang, Sammlung, Inventarnummer, Standort, nach der Katalognummer der Landesausstellung Stuttgart (Tabellenspalte LaSt) und nach Feursteinnummer (Tabellenspalte Fst).
| Bild                    | Beschreibung | Werkzusammenhang | Sammlung                                                             | Inventarnummer | Standort                                   | Provenienz | Verzeichnisse | Verzeichnisse |
| Bild                    | Beschreibung | Werkzusammenhang | Sammlung                                                             | Inventarnummer | Standort                                   | Provenienz | LaSt (2017)   | Fst (1933)    |
| ----------------------- | --- | --- | -------------------------------------------------------------------- | -------------- | ------------------------------------------ | --- | ------------- | ------------- |
|                         | Bildnis des Eitelfriedrich III. von Zollern 1520 22 × 32,8 cm Nadelholz, geleimt auf parketierter Holzplatte WD | | Vatikanische Museen                                                  | 40450          | Vatikanische Museen                        | noch zu Lebzeiten Eitel Friedrich III. erstellt, dann aber erst ab 1909 nachgewiesen, als die beiden Porträts von den „magazzini“ in die Pinacoteca überstellt wurden | 1             |               |
|                         | Bildnis der Johanna Corsselar van Witthem 1520 22 × 32,8 cm Nadelholz, geleimt auf parketierter Holzplatte WD | | Vatikanische Museen                                                  | 40452          | Vatikanische Museen                        | noch zu Lebzeiten Eitel Friedrich III. erstellt, dann aber erst ab 1909 nachgewiesen, als die beiden Porträts von den „magazzini“ in die Pinacoteca überstellt wurden | 2             |               |
|                         | Sigmaringer Marientafeln Die Verkündigung 1520 75 × 159 cm Nadelholz, links oben angestückt WD | Sigmaringer Marientafeln WD                                                                                                   | Fürstlich Hohenzollerische Sammlungen WD                             | 7480           | Fürstlich Hohenzollerische Sammlungen      | ursprüngliche Auftraggeber und anschließende Eigentümer unbekannt, Kunsthandel Aaron S. Drey (WD), vor 1828. Über Galerie Heinemann, ab 1928 an Hohenzollern-Sigmaringen | 3             |               |
|                         | Sigmaringer Marientafeln Die Heimsuchung 1520 75 × 159 cm Nadelholz, rechts oben angestückt WD | Sigmaringer Marientafeln WD                                                                                                   | Fürstlich Hohenzollerische Sammlungen WD                             | 7481           | Fürstlich Hohenzollerische Sammlungen      | ursprüngliche Auftraggeber und anschließende Eigentümer unbekannt, Kunsthandel Aaron S. Drey (WD), vor 1828. Über Galerie Heinemann, ab 1928 an Hohenzollern-Sigmaringen | 4             |               |
|                         | Sigmaringer Marientafeln Die Geburt Christi 1520 76,5 × 159,3 cm Nadelholz, rechts oben angestückt WD | Sigmaringer Marientafeln WD                                                                                                   | Fürstlich Hohenzollerische Sammlungen WD                             | 7482           | Fürstlich Hohenzollerische Sammlungen      | ursprüngliche Auftraggeber und anschließende Eigentümer unbekannt, vor 1917 unbekannter Eigentümer genannt Blumenreich über Kunsthandlung Julius Böhler, am 5.12.1918 an Rudolf Chillingworth (WD). Galerie Fischer (WD), Versteigerung am 5.9.1922 an M. Staehlin, Basel. Über Galerie Heinemann, ab 1928 an Hohenzollern-Sigmaringen | 5             |               |
|                         | Sigmaringer Marientafeln Die Anbetung der Heiligen Drei Könige 1520 77 × 159,3 cm Nadelholz, links oben angestückt WD | Sigmaringer Marientafeln WD                                                                                                   | Fürstlich Hohenzollerische Sammlungen WD                             | 7483           | Fürstlich Hohenzollerische Sammlungen      | ursprüngliche Auftraggeber und anschließende Eigentümer unbekannt, vor 1917 unbekannter Eigentümer genannt Blumenreich über Kunsthandlung Julius Böhler, am 5.12.1918 an Rudolf Chillingworth (WD). Galerie Fischer (WD), Versteigerung am 5.9.1922 an M. Staehlin, Basel. Über Galerie Heinemann, ab 1928 an Hohenzollern-Sigmaringen | 6             |               |
|                         | Die Heilige Dreifaltigkeit mit Engeln, Heiligen und der Stifterfamilie von Bubenhofen kurz vor 1523 95,7 × 127,8 cm Öl WD | Bubenhofen Epitaph | Museumslandschaft Hessen Kassel                                      | GK 8           | Gemäldegalerie Alte Meister                | Klosterkirche Bebenhausen vor 1523, Auftraggeber Herren von Bubenhofen, Rudolph Lepke’s Kunst-Auctions-Haus 1887, Museumslandschaft Hessen Kassel ab 1887 | n.a.          | 72            |
|                         | Die Beweinung Christi um 1525 Figurengruppe: Holz, polychrom gefasst und vergoldet 78 × 121,5 × 24 cm WD In der oberen Hälfte bemalte Tafel (Hintergrund der Figurengruppe) 95 × 123 cm Mischtechnik auf Nadelholz | | Harthausen auf der Scher - Sankt Mauritius                           |                | Harthausen auf der Scher - Sankt Mauritius | möglicherweise ein älteres Frauenkloster (Laiz, oder Hedingen), Franziskanerinnenkloster Gorheim 1575, nach dessen Aufhebung 1815 für die Pfarrkirche St. Mauritius in Harthausen auf der Scher erworben | 7             | 50a           |
|                         | Die Kreuzigung Christi um 1530 Nadelholz, geleimt auf parketierter Holzplatte 98 × 73 cm Rahmen aus Ebenholz mit Silberapplikationen von Matthias Walbaum, um 1620 WD | | Sammlung Würth                                                       | 6563           | Johanniterkirche                           | Herren, später Grafen von Zimmern (Auftraggeber), Grafen von Helfenstein-Gundelfingen (im Erbgang bis 1627), Fürsten von Fürstenberg (im Erbgang bis 2003), Sammlung Würth (Kauf, 2003) | 8             | 25            |
|                         | Falkensteiner Altar Der Heilige Georg nach 1530 Nadelholz 49 × 27 cm WD | Falkensteiner Altar WD | Staatsgalerie Stuttgart                                              | 1761           | Johanniterkirche                           | Herren, später Grafen von Zimmern (Auftraggeber), Grafen von Helfenstein-Gundelfingen (im Erbgang bis 1627), Fürsten von Fürstenberg (im Erbgang bis 1837), Werner von Haxthausen (1838–1842), Hermann von und zu Brenken (im Erbgang bis 1894), Richard von Kaufmann (Kauf, bis 1906), Freunde der Staatsgalerie (WD, Kauf, 1906), Staatsgalerie Stuttgart (Kauf, 1929), Sammlung Würth (als Leihgabe zur Komplettierung des Altars, 2013)                                                                      | 10            | 99            |
|                         | Falkensteiner Altar Die Heilige Anna Selbdritt mit den Heiligen Katharina, Ursula, Barbara und Odilie nach 1530 Nadelholz 51 × 66 cm WD | Falkensteiner Altar - Mitteltafel WD                                                                                          | Sammlung Würth                                                       | 15605/2        | Johanniterkirche                           | Herren, später Grafen von Zimmern (Auftraggeber), Grafen von Helfenstein-Gundelfingen (im Erbgang bis 1627), Fürsten von Fürstenberg (im Erbgang bis 2013), Sammlung Würth (Kauf, 2013) | 9             | 20            |
|                         | Falkensteiner Altar Der Heilige Erasmus nach 1530 Nadelholz 50 × 29 cm WD | Falkensteiner Altar WD | Sammlung Würth                                                       | 15605/3        | Johanniterkirche                           | Herren, später Grafen von Zimmern (Auftraggeber), Grafen von Helfenstein-Gundelfingen (im Erbgang bis 1627), Fürsten von Fürstenberg (im Erbgang bis 2013), Sammlung Würth (Kauf, 2013) | 12            | 22            |
|                         | Falkensteiner Altar Der Heilige Christopherus nach 1530 Nadelholz 51 × 31 cm WD | Falkensteiner Altar WD | Sammlung Würth                                                       | 15605/1        | Johanniterkirche                           | Herren, später Grafen von Zimmern (Auftraggeber), Grafen von Helfenstein-Gundelfingen (im Erbgang bis 1627), Fürsten von Fürstenberg (im Erbgang bis 2013), Sammlung Würth (Kauf, 2013) | 14            | 23            |
|                         | Falkensteiner Altar Der Heilige Johannes der Täufer nach 1530 Nadelholz 49 × 27 cm WD | Falkensteiner Altar WD | Staatsgalerie Stuttgart                                              | 1760           | Johanniterkirche                           | Herren, später Grafen von Zimmern (Auftraggeber), Grafen von Helfenstein-Gundelfingen (im Erbgang bis 1627), Fürsten von Fürstenberg (im Erbgang bis 1837), Werner von Haxthausen (1838–1842), Hermann von und zu Brenken (im Erbgang bis 1894), Richard von Kaufmann (Kauf, bis 1906), Freunde der Staatsgalerie (WD, Kauf, 1906), Staatsgalerie Stuttgart (Kauf, 1929), Sammlung Würth (als Leihgabe zur Komplettierung des Altars, 2013)                                                                      | 11            | 100           |
|                         | Falkensteiner Altar Der Heilige Andreas nach 1530 Nadelholz 50 × 29 cm WD | Falkensteiner Altar WD | Sammlung Würth                                                       | 15605/4        | Johanniterkirche                           | Herren, später Grafen von Zimmern (Auftraggeber), Grafen von Helfenstein-Gundelfingen (im Erbgang bis 1627), Fürsten von Fürstenberg (im Erbgang bis 2013), Sammlung Würth (Kauf, 2013) | 13            | 21            |
|                         | Falkensteiner Altar Die Heiligen Sebastian und Rochus nach 1530 Nadelholz 51 × 31 cm WD | Falkensteiner Altar WD | Sammlung Würth                                                       | 15605/5        | Johanniterkirche                           | Herren, später Grafen von Zimmern (Auftraggeber), Grafen von Helfenstein-Gundelfingen (im Erbgang bis 1627), Fürsten von Fürstenberg (im Erbgang bis 2013), Sammlung Würth (Kauf, 2013) | 15            | 24            |
|                         | Sigmaringer Hausaltärchen Heilige Apollonia mit dem Wappen der Grafen von Henneberg 1531 ? 18 × 30 cm WD | Sigmaringer Hausaltärchen WD                                                                                                  | Fürstlich Hohenzollerische Sammlungen WD                             |                | Fürstlich Hohenzollerische Sammlungen      | Hochzeitsgeschenk von Apollonia von Henneberg WD anlässlich der Hochzeit ihrer Tochter Anna von Zimmern mit Jobst Nikolaus II. von Hohenzollern, 1531, dauerhaft in Familienbesitz | n.a.          | 97            |
|                         | Sigmaringer Hausaltärchen Heilige Agnes mit dem Wappen der Gräfin von Werdenberg 1531 ? 18 × 30 cm WD | Sigmaringer Hausaltärchen WD                                                                                                  | Fürstlich Hohenzollerische Sammlungen WD                             |                | Fürstlich Hohenzollerische Sammlungen      | Hochzeitsgeschenk von Apollonia von Henneberg (WD) anlässlich der Hochzeit ihrer Tochter Anna von Zimmern mit Jobst Nikolaus II. von Hohenzollern, 1531, dauerhaft in Familienbesitz | n.a.          | 97            |
|                         | Sigmaringer Hausaltärchen Heilige Ursula mit dem Wappen der Schenken von Limburg 1531 ? 18 × 30 cm WD | Sigmaringer Hausaltärchen WD                                                                                                  | Fürstlich Hohenzollerische Sammlungen WD                             |                | Fürstlich Hohenzollerische Sammlungen      | Hochzeitsgeschenk von Apollonia von Henneberg (WD) anlässlich der Hochzeit ihrer Tochter Anna von Zimmern mit Jobst Nikolaus II. von Hohenzollern, 1531, dauerhaft in Familienbesitz | n.a.          | 97            |
|                         | Sigmaringer Hausaltärchen Heilige Barbara mit dem Wappen der Gräfin von Wertheim-Breuberg 1531 ? 18 × 30 cm WD | Sigmaringer Hausaltärchen WD                                                                                                  | Fürstlich Hohenzollerische Sammlungen WD                             |                | Fürstlich Hohenzollerische Sammlungen      | Hochzeitsgeschenk von Apollonia von Henneberg WD anlässlich der Hochzeit ihrer Tochter Anna von Zimmern mit Jobst Nikolaus II. von Hohenzollern, 1531, dauerhaft in Familienbesitz | n.a.          | 97            |
|                         | Ausmalung der Klosterkirche Heiligkreuztal Verkündigung 1532–1535 Kalk-Seccomalerei | Ausmalung der Klosterkirche der Zisterzienserinnen von Heiligkreuztal                                                         | Kloster Heiligkreuztal                                               |                | Klosterkirche, Nordwand                    | ab 1699 mit weißer Tünche überdeckt, 1950er-Jahre teilweise wieder freigelegt |               | 52            |
|                         | Ausmalung der Klosterkirche Heiligkreuztal Heimsuchung 1532–1535 Kalk-Seccomalerei | Ausmalung der Klosterkirche der Zisterzienserinnen von Heiligkreuztal                                                         | Kloster Heiligkreuztal                                               |                | Klosterkirche, Nordwand                    | ab 1699 mit weißer Tünche überdeckt, 1950er-Jahre teilweise wieder freigelegt |               | 53            |
|                         | Ausmalung der Klosterkirche Heiligkreuztal Zwei kniende Engel mit Schrifttafel 1532–1535 Kalk-Seccomalerei | Ausmalung der Klosterkirche der Zisterzienserinnen von Heiligkreuztal                                                         | Kloster Heiligkreuztal                                               |                | Klosterkirche, Nordwand                    | ab 1699 mit weißer Tünche überdeckt, 1950er-Jahre teilweise wieder freigelegt |               | 54            |
|                         | Ausmalung der Klosterkirche Heiligkreuztal Mannaregen 1532–1535 Kalk-Seccomalerei | Ausmalung der Klosterkirche der Zisterzienserinnen von Heiligkreuztal                                                         | Kloster Heiligkreuztal                                               |                | Klosterkirche, Nordwand                    | ab 1699 mit weißer Tünche überdeckt, 1950er-Jahre teilweise wieder freigelegt |               | 55            |
|                         | Ausmalung der Klosterkirche Heiligkreuztal Verkündigung an zwei Hirten 1532–1535 Kalk-Seccomalerei | Ausmalung der Klosterkirche der Zisterzienserinnen von Heiligkreuztal                                                         | Kloster Heiligkreuztal                                               |                | Klosterkirche, Nordwand                    | ab 1699 mit weißer Tünche überdeckt, 1950er-Jahre teilweise wieder freigelegt |               | 56            |
|                         | Ausmalung der Klosterkirche Heiligkreuztal Herodes 1532–1535 Kalk-Seccomalerei | Ausmalung der Klosterkirche der Zisterzienserinnen von Heiligkreuztal                                                         | Kloster Heiligkreuztal                                               |                | Klosterkirche, Nordwand                    | ab 1699 mit weißer Tünche überdeckt, 1950er-Jahre teilweise wieder freigelegt |               | 57            |
|                         | Ausmalung der Klosterkirche Heiligkreuztal Christ Geburt 1532–1535 Kalk-Seccomalerei | Ausmalung der Klosterkirche der Zisterzienserinnen von Heiligkreuztal                                                         | Kloster Heiligkreuztal                                               |                | Klosterkirche, Ostwand                     | ab 1699 mit weißer Tünche überdeckt, 1950er-Jahre teilweise wieder freigelegt |               | 58            |
|                         | Ausmalung der Klosterkirche Heiligkreuztal Kindermord 1532–1535 Kalk-Seccomalerei | Ausmalung der Klosterkirche der Zisterzienserinnen von Heiligkreuztal                                                         | Kloster Heiligkreuztal                                               |                | Klosterkirche, Ostwand                     | ab 1699 mit weißer Tünche überdeckt, 1950er-Jahre teilweise wieder freigelegt |               | 59            |
|                         | Ausmalung der Klosterkirche Heiligkreuztal Die Anbetung der Könige 1532–1535 Kalk-Seccomalerei | Ausmalung der Klosterkirche der Zisterzienserinnen von Heiligkreuztal                                                         | Kloster Heiligkreuztal                                               |                | Klosterkirche, Ostwand                     | ab 1699 mit weißer Tünche überdeckt, 1950er-Jahre teilweise wieder freigelegt |               | 60            |
|                         | Ausmalung der Klosterkirche Heiligkreuztal Flucht nach Ägypten 1532–1535 Kalk-Seccomalerei | Ausmalung der Klosterkirche der Zisterzienserinnen von Heiligkreuztal                                                         | Kloster Heiligkreuztal                                               |                | Klosterkirche, Ostwand                     | ab 1699 mit weißer Tünche überdeckt, 1950er-Jahre teilweise wieder freigelegt |               | 61            |
|                         | Ausmalung der Klosterkirche Heiligkreuztal Die zwei stehende Könige aus der Anbetung 1532–1535 Kalk-Seccomalerei | Ausmalung der Klosterkirche der Zisterzienserinnen von Heiligkreuztal                                                         | Kloster Heiligkreuztal                                               |                | Klosterkirche, Südwand                     | ab 1699 mit weißer Tünche überdeckt, 1950er-Jahre teilweise wieder freigelegt |               | 62            |
|                         | Ausmalung der Klosterkirche Heiligkreuztal Die Heiligen Jakobus und Agnes 1532–1535 Kalk-Seccomalerei | Ausmalung der Klosterkirche der Zisterzienserinnen von Heiligkreuztal                                                         | Kloster Heiligkreuztal                                               |                | Klosterkirche, Südwand                     | ab 1699 mit weißer Tünche überdeckt, 1950er-Jahre teilweise wieder freigelegt |               | 63            |
|                         | Ausmalung der Klosterkirche Heiligkreuztal Die Heilige Magdalena in der Höhle 1532–1535 Kalk-Seccomalerei | Ausmalung der Klosterkirche der Zisterzienserinnen von Heiligkreuztal                                                         | Kloster Heiligkreuztal                                               |                | Klosterkirche, Südwand                     | ab 1699 mit weißer Tünche überdeckt, 1950er-Jahre teilweise wieder freigelegt |               | 64            |
|                         | Ausmalung der Klosterkirche Heiligkreuztal Drei Wetter und Pestpatrone (Sankt Theodolus, Sankt Sebastian, Sankt Cyrillus von Alexandrien) 1532–1535 Kalk-Seccomalerei | Ausmalung der Klosterkirche der Zisterzienserinnen von Heiligkreuztal                                                         | Kloster Heiligkreuztal                                               |                | Klosterkirche, Südwand                     | ab 1699 mit weißer Tünche überdeckt, 1950er-Jahre teilweise wieder freigelegt |               | 65            |
|                         | Ausmalung der Klosterkirche Heiligkreuztal Zwei Rundbilder mit Köpfen von Propheten (Isaias, Zacharias) 1532–1535 Kalk-Seccomalerei | Ausmalung der Klosterkirche der Zisterzienserinnen von Heiligkreuztal                                                         | Kloster Heiligkreuztal                                               |                | Klosterkirche, Südwand                     | ab 1699 mit weißer Tünche überdeckt, 1950er-Jahre teilweise wieder freigelegt |               | 66            |
|                         | Ausmalung der Klosterkirche Heiligkreuztal Zwei Rundbilder mit Köpfen von Propheten (Jonas, Amos) 1532–1535 Kalk-Seccomalerei | Ausmalung der Klosterkirche der Zisterzienserinnen von Heiligkreuztal                                                         | Kloster Heiligkreuztal                                               |                | Klosterkirche, Südwand                     | ab 1699 mit weißer Tünche überdeckt, 1950er-Jahre teilweise wieder freigelegt |               | 67            |
|                         | Die Heiligen Martin und Apollonia Mitte 1530er-Jahre Feder in Schwarz und Braun, türkisblau und zart rot aquarelliert, auf gebräuntem Papier 39,5 × 24 cm WD Joseph Weiß | | Albertina                                                            | 3258           | Albertina                                  | Leopold Wilhelm von Österreich Inventar von 1659, Hofbibliothek, Wien, Albert Kasimir von Sachsen-Teschen, ab 1796 | 23            | 105           |
|                         | Scheibenriss des Hercules Göldlin mit den Heiligen Konrad, Pelagius und Petrus 1543 Feder in Schwarz, teilweise grau laviert und rot aquarelliert Monogramm mit eingestelltem, halbseitig geschachtetem Kreis „Mw“ (Marx Weiß) 39,5 × 24 cm WD | | Zentralbibliothek Zürich                                             |                | Zentralbibliothek Zürich                   | Stadtbibliothek, Zürich | 25            | 106           |
|                         | Entwurf für das Rahmenwerk des ehemaligen Hochaltarretabels von St. Martin in Meßkirch um 1535/38 Feder in Schwarz und Grau, grau und braun laviert auf bräunlichem Papier (größtenteil dem Umriss folgend ausgeschnitten und in vier Stücken auf cremefarbenes Trägerpapier aufgezogen) 41,6 × 45,8 cm WD                                          | Das ehemalige Hochaltarretabel von Sankt Martin in Meßkirch WD                                                                | Kunstmuseum Basel                                                    | 1913.257       | Kunstmuseum Basel, Kupferstichkabinett WD  | August Grahl vor 1868, Auktion Sotheby’s, 27.4.1885 | 24            | 104           |
|                         | Der Heilige Martin mit Bettler und dem Stifter Gottfried Werner von Zimmern (Abgespaltene Innenseite des linken Drehflügels) 1535/38 Nadelholz 166 × 44 cm WD | Das ehemalige Hochaltarretabel von Sankt Martin in Meßkirch WD                                                                | Staatliche Kunsthalle Karlsruhe                                      | 2972           | Staatliche Kunsthalle Karlsruhe            | Sankt Martin, Meßkirch bis 1772, Joseph von Laßberg (nach 1817–1855), Fürstlich Fürstenbergische Sammlungen (1855–2012), Staatliche Kunsthalle Karlsruhe (seit 2013) | 28            | 11            |
|                         | Die Anbetung der Heiligen Drei Könige (Doppelseitig bemalte Mitteltafel) 1535/38 Nadelholz 165,7 × 90,8 cm WD | Das ehemalige Hochaltarretabel von Sankt Martin in Meßkirch WD                                                                | Sankt Martin, Meßkirch                                               |                | Stadtpfarrkirche St. Martin, Meßkirch      | Stadtpfarrkirche St. Martin, Meßkirch, bis 1772 Hochaltar, nach 1772 Seitenaltar | 27            | 79            |
|                         | Der Heilige Johannes der Täufer mit der Stifterin Apollonia von Henneberg (Abgespaltene Innenseite des rechten Drehflügels) 1535/38 Nadelholz 166 × 40 cm WD | Das ehemalige Hochaltarretabel von Sankt Martin in Meßkirch WD                                                                | Staatliche Kunsthalle Karlsruhe                                      | 2985           | Staatliche Kunsthalle Karlsruhe            | Sankt Martin, Meßkirch bis 1772, Joseph von Laßberg (nach 1817–1855), Fürstlich Fürstenbergische Sammlungen (1855–2012), Staatliche Kunsthalle Karlsruhe (seit 2018) | 29            | 12            |
|                         | Der Heilige Christophorus (Doppelseitig bemalter linker Standflügel) 1535/38 Nadelholz 170,4 × 40,4 cm WD | Das ehemalige Hochaltarretabel von Sankt Martin in Meßkirch WD                                                                | Bayerische Staatsgemäldesammlungen                                   | 8169a          | Staatsgalerie Altdeutsche Meister          | Sankt Martin, Meßkirch bis 1772, Pariser Kunsthandel vor 1869, Franz von Rinecker 1869–1888, Oberleutnant Wirsing, Würzburg, 1888–1900, Bayerische Staatsgemäldesammlungen ab 1900 | n.a.          | 81            |
|                         | Der Heilige Werner (Abgespaltene Außenseite des linken Drehflügels) 1535/38 Nadelholz 164,5 × 36,6 cm WD | Das ehemalige Hochaltarretabel von Sankt Martin in Meßkirch WD                                                                | Staatliche Kunstsammlung der Netherlands Cultural Heritage Agency WD | NK 1633        | Bonnefantenmuseum                          | Sankt Martin, Meßkirch bis 1772, Joseph von Laßberg 1817/18 oder 1821/22, Werner von Haxthausen 1836, Hermann von und zu Brenken Ehe mit Erbin Haxthausen, Richard von Kaufmann Auktion, Walter von Pannwitz von dessen Ehefrau Catalina von Pannwitz nach Schloss Hartekamp, Niederlande gebracht, über den Kunsthändler Walter Andreas Hofer im Januar 1941 an Hermann Göring verkauft, über den Munich Central Collecting Point an Staatliche Sammlung des Rijksdienst voor het Cultureel Erfgoed repatriiert | 30            | 50            |
|                         | Die Heilige Maria Magdalena (Abgespaltene Außenseite des rechten Drehflügels) 1535/38 Nadelholz 166 × 40 cm WD | Das ehemalige Hochaltarretabel von Sankt Martin in Meßkirch WD                                                                | Staatliche Kunsthalle Karlsruhe                                      | 2986           | Staatliche Kunsthalle Karlsruhe            | Sankt Martin, Meßkirch bis 1772, Joseph von Laßberg (nach 1817–1855), Fürstlich Fürstenbergische Sammlungen (1855–2012), Staatliche Kunsthalle Karlsruhe (seit 2013) | 31            | 10            |
|                         | Der Heilige Andreas (Doppelseitig bemalter rechter Standflügel) 1535/38 Nadelholz 170,2 × 39,8 cm WD | Das ehemalige Hochaltarretabel von Sankt Martin in Meßkirch WD                                                                | Bayerische Staatsgemäldesammlungen                                   | 8169b          | Staatsgalerie Altdeutsche Meister          | Sankt Martin, Meßkirch bis 1772, Pariser Kunsthandel vor 1869, Franz von Rinecker 1869–1888, Oberleutnant Wirsing, Würzburg, 1888–1900, Bayerische Staatsgemäldesammlungen, ab 1900 | n.a.          | 82            |
| Vorderseite: Rückseite: | Das Sankt Galler Versuchungsretabel Der Heilige Erasmus von Antiochia (Vorderseite) Der Heilige Gallus (Rückseite) Doppelseitig bemalter linker Drehflügel 1535/40 Nadelholz 64 × 17,5 cm WD Altar geöffnet Altar geschlossen | Die einstigen Retabel der Nebenaltäre in Sankt Martin zu Meßkirch und ihre Flügelbilder WD Sankt Galler Versuchungsretabel WD | Bischöfliche Kunstsammlung Sankt Gallen WD                           |                | Bischöfliche Kunstsammlung Sankt Gallen    | Sankt Martin, Meßkirch bis 1772, Joseph von Laßberg 1817/18 oder 1821/22, Carl Johann Greith um 1850, in Tausch gegen Handschriften Bischöfliche Kunstsammlung Sankt Gallen 29.10.1882, testamentarisch | 33            | 44 45         |
|                         | Das Sankt Galler Versuchungsretabel Die Versuchung und die Taufe Christi (Mitteltafel) 1535/40 Nadelholz 64,5 × 46 cm WD | Die einstigen Retabel der Nebenaltäre in Sankt Martin zu Meßkirch und ihre Flügelbilder WD Sankt Galler Versuchungsretabel WD | Bischöfliche Kunstsammlung Sankt Gallen WD                           |                | Bischöfliche Kunstsammlung Sankt Gallen    | Sankt Martin, Meßkirch bis 1772, Joseph von Laßberg 1817/18 oder 1821/22, Carl Johann Greith um 1850, in Tausch gegen Handschriften, Bischöfliche Kunstsammlung Sankt Gallen 29.10.1882, testamentarisch | 32            | 43            |
| Vorderseite: Rückseite: | Das Sankt Galler Versuchungsretabel Der Heilige Valentin von Rätien (Vorderseite) Der Heilige Fridolin von Säckingen (Rückseite) Doppelseitig bemalter rechter Drehflügel 1535/40 Nadelholz 64 × 17,5 cm WD Altar geöffnet Altar geschlossen | Die einstigen Retabel der Nebenaltäre in Sankt Martin zu Meßkirch und ihre Flügelbilder WD Sankt Galler Versuchungsretabel WD | Bischöfliche Kunstsammlung Sankt Gallen WD                           |                | Bischöfliche Kunstsammlung Sankt Gallen    | Sankt Martin, Meßkirch bis 1772, Joseph von Laßberg 1817/18 oder 1821/22, Carl Johann Greith um 1850, in Tausch gegen Handschriften, Bischöfliche Kunstsammlung Sankt Gallen 29.10.1882, testamentarisch | 34            | 46 47         |
|                         | Das Sankt Galler Versuchungsretabel Der Heilige Gebhard (Linker Standflügell) 1535/40 Nadelholz 64 × 21 cm WD | Die einstigen Retabel der Nebenaltäre in Sankt Martin zu Meßkirch und ihre Flügelbilder WD Sankt Galler Versuchungsretabel WD | Sammlung Würth                                                       | 6564           | Johanniterkirche                           | Sankt Martin, Meßkirch bis 1772, Joseph von Laßberg 1817/18 oder 1821/22, Fürstlich Fürstenbergische Sammlungen spätestens ab 1855, Sammlung Würth ab 2004 | 35            | 34            |
|                         | Das Sankt Galler Versuchungsretabel Der Heilige Pelagius (Rechter Standflügell) 1535/40 Nadelholz 64 × 22 cm WD | Die einstigen Retabel der Nebenaltäre in Sankt Martin zu Meßkirch und ihre Flügelbilder WD Sankt Galler Versuchungsretabel WD | Sammlung Würth                                                       | 6565           | Johanniterkirche                           | Sankt Martin, Meßkirch bis 1772, Joseph von Laßberg 1817/18 oder 1821/22, Fürstlich Fürstenbergische Sammlungen spätestens ab 1855, Sammlung Würth ab 2004 | 36            | 35            |
| Vorderseite: Rückseite: | Das Sankt Galler Abendmahlretabel Der Heilige Antonius Abbas (Vorderseite) Der Heilige Achatius von Armenien (Rückseite) Doppelseitig bemalter linker Drehflügel 1535/40 Nadelholz 64 × 16 cm WD Altar geöffnet Altar geschlossen | Die einstigen Retabel der Nebenaltäre in Sankt Martin zu Meßkirch und ihre Flügelbilder WD Sankt Galler Abendmahlretabel WD   | Bischöfliche Kunstsammlung Sankt Gallen WD                           |                | Bischöfliche Kunstsammlung Sankt Gallen    | Sankt Martin, Meßkirch bis 1772, Joseph von Laßberg 1817/18 oder 1821/22, Carl Johann Greith um 1850, in Tausch gegen Handschriften, Bischöfliche Kunstsammlung St Gallen 29.10.1882, testamentarisch | 38            | 39 40         |
|                         | Das Sankt Galler Abendmahlretabel Die Fußwaschung Petri durch Christus und das Letzte Abendmahl (Mitteltafel) 1535/40 Nadelholz 64 × 46 cm WD | Die einstigen Retabel der Nebenaltäre in Sankt Martin zu Meßkirch und ihre Flügelbilder WD Sankt Galler Abendmahlretabel WD   | Bischöfliche Kunstsammlung Sankt Gallen WD                           |                | Bischöfliche Kunstsammlung Sankt Gallen    | Sankt Martin, Meßkirch bis 1772, Joseph von Laßberg 1817/18 oder 1821/22, Carl Johann Greith um 1850, in Tausch gegen Handschriften, Bischöfliche Kunstsammlung St Gallen 29.10.1882, testamentarisch | 37            | 38            |
| Vorderseite: Rückseite: | Das Sankt Galler Abendmahlretabel Der Heilige Konrad von Konstanz (Vorderseite) Ein Begleiter des Heiligen Achatius von Armenien (Rückseite) Doppelseitig bemalter rechter Drehflügel 1535/40 Nadelholz 64 × 16 cm WD Altar geöffnet Altar geschlossen                                                                                              | Die einstigen Retabel der Nebenaltäre in Sankt Martin zu Meßkirch und ihre Flügelbilder WD Sankt Galler Abendmahlretabel WD   | Bischöfliche Kunstsammlung Sankt Gallen WD                           |                | Bischöfliche Kunstsammlung Sankt Gallen    | Sankt Martin, Meßkirch bis 1772, Joseph von Laßberg 1817/18 oder 1821/22, Carl Johann Greith um 1850, in Tausch gegen Handschriften, Bischöfliche Kunstsammlung St Gallen 29.10.1882, testamentarisch | 39            | 41 42         |
|                         | Das Sankt Galler Abendmahlretabel Der Heilige Nikolaus von Myra (Linker Standflügel) 1535/40 Nadelholz 64,8 × 21,4 cm WD | Die einstigen Retabel der Nebenaltäre in Sankt Martin zu Meßkirch und ihre Flügelbilder WD Sankt Galler Abendmahlretabel WD   | Bischöfliche Kunstsammlung Sankt Gallen WD                           |                | Bischöfliche Kunstsammlung Sankt Gallen    | Sankt Martin, Meßkirch bis 1772, Joseph von Laßberg 1817/18 oder 1821/22, Carl Johann Greith um 1850, in Tausch gegen Handschriften, Bischöfliche Kunstsammlung St Gallen 29.10.1882, testamentarisch | 40            | 48            |
|                         | Das Sankt Galler Abendmahlretabel Der Heilige Magnus von Füssen (Rechter Standflügel) 1535/40 Nadelholz 64,8 × 21,4 cm WD | Die einstigen Retabel der Nebenaltäre in Sankt Martin zu Meßkirch und ihre Flügelbilder WD Sankt Galler Abendmahlretabel WD   | Bischöfliche Kunstsammlung Sankt Gallen WD                           |                | Bischöfliche Kunstsammlung Sankt Gallen    | Sankt Martin, Meßkirch bis 1772, Joseph von Laßberg 1817/18 oder 1821/22, Carl Johann Greith um 1850, in Tausch gegen Handschriften, Bischöfliche Kunstsammlung St Gallen 29.10.1882, testamentarisch | 41            | 49            |
|                         | Christus am Ölberg und die Gefangennahme Christi (Mitteltafel eines ehemaligen Nebenaltarretabels) 1535/40 Tannenholz 64 × 51,5 cm WD | Die einstigen Retabel der Nebenaltäre in Sankt Martin zu Meßkirch und ihre Flügelbilder WD                                    | Gemäldegalerie Berlin                                                | 631            | Gemäldegalerie Berlin                      | Sankt Martin, Meßkirch bis 1772, Joseph von Laßberg nach 1817, Sammlung Solly (WD) vor 1821, Gemäldegalerie Berlin 1821, erworben mit Sammlung Solly | n.a.          | 2             |
|                         | Die Verspottung Christi und Christus vor Hannas (Mitteltafel eines ehemaligen Nebenaltarretabels) 1535/40 Tannenholz 63,7 × 52,5 cm WD | Die einstigen Retabel der Nebenaltäre in Sankt Martin zu Meßkirch und ihre Flügelbilder WD                                    | Nationalmuseum Warschau                                              | 13 MNW         | Nationalmuseum Warschau                    | Sankt Martin, Meßkirch bis 1772, Johann Peter Weyer vor 1862, Nationalmuseum Warschau ab 1862 | 42            | 101           |
|                         | Christus vor Kaiphas und die Verleugnung Petri (Kopie nach der Mitteltafel eines ehemaligen Nebenaltarretabels) 1535/40 Öl auf Zinn 34 × 25,7 cm Marx Weiß d.J. WD | Die einstigen Retabel der Nebenaltäre in Sankt Martin zu Meßkirch und ihre Flügelbilder WD - Mitteltafel                      | Gemäldeabteilung des Louvre WD                                       | 1949           | Saal 800 WD                                | Sankt Martin, Meßkirch, Original bis 1772, Anfertigung einer maßstabgetreuen Kopie in der Werkstatt des Meisters von Meßkirch, 3. Viertel des 16. Jahrhunderts, Wien, Erwerb durch Dominique-Vivant Denon für das Musée Napoléon, 1809 | 43            | 89            |
|                         | Die Geißelung Christi und Christus vor Pilatus (Mitteltafel eines ehemaligen Nebenaltarretabels) 1535/40 Tannenholz 64 × 66,3 cm WD | Die einstigen Retabel der Nebenaltäre in Sankt Martin zu Meßkirch und ihre Flügelbilder WD                                    | Staatliche Kunsthalle Karlsruhe                                      | 98             | Staatliche Kunsthalle Karlsruhe            | Sankt Martin, Meßkirch bis 1772, Johann Baptist von Hirscher vor 1821, Staatliche Kunsthalle Karlsruhe ab 1858 | 44            | 68            |
|                         | Die Kreuztragung Christi und die Handwaschung des Pilatus (Mitteltafel eines ehemaligen Nebenaltarretabels) 1535/40 Tannenholz 63,6 × 50,1 cm WD | Die einstigen Retabel der Nebenaltäre in Sankt Martin zu Meßkirch und ihre Flügelbilder WD                                    | Bayerische Staatsgemäldesammlungen                                   | WAF 1210       | Germanisches Nationalmuseum                | Sankt Martin, Meßkirch bis 1772, Joseph Maria Adam Graf von Rechberg-Rothenlöwen (WD) vor 1815, Ludwig von Oettingen-Wallerstein, 1815–1828, Ludwig I. von Bayern ab 1828, Familienfideikommiss des Hauses Wittelsbach, vor 1923, Wittelsbacher Ausgleichsfonds, ab 9.3.1923 | 45            | 88            |
|                         | Die Beweinung Christi und seine Grablegung (Mitteltafel eines ehemaligen Nebenaltarretabels) 1535/40 Tannenholz 62,7 × 67,5 cm WD | Die einstigen Retabel der Nebenaltäre in Sankt Martin zu Meßkirch und ihre Flügelbilder WD                                    | Gemäldegalerie Berlin                                                | 1841           | Gemäldegalerie Berlin                      | Sankt Martin, Meßkirch bis 1772, Joseph von Laßberg nach 1817, Johann Baptist von Hirscher vor 1821, Karl Gustav Abel (WD) 1834 Kauf von Hirscher, Sammlung Heimerdinger, Berlin, Jacob Mandelbaum vor 1918, Bode-Museum 1918, Schenkung Jacob Mandelbaum | 46            | 1             |
|                         | Die Auferstehung Christi und Noli me tangere (Mitteltafel eines ehemaligen Nebenaltarretabels) 1535/40 Fichtenholzholz 62,8 × 57,7 cm WD | Die einstigen Retabel der Nebenaltäre in Sankt Martin zu Meßkirch und ihre Flügelbilder WD                                    | Privatsammlung                                                       |                | Privatsammlung                             | Sankt Martin, Meßkirch bis 1772, Johann Baptist von Hirscher vor 1821, Carl Gustav Abel (WD) ab 1821, Sir Humphry Ward, London, nach 1905, Sammlung Lippmann, Rudolph Lepke’s Kunst-Auctions-Haus, 26./27.11.1912, über Kunsthandlung Julius Böhler an Franz Reber, Anfang 1924 Kunsthandel, Basel, Hans Wendland, ab ca. 1930 Sammlung Dr. Haab, Zürich-Kilchberg | 47            | 103           |
|                         | Der Heilige Veit (Abgespaltene Innenseite des linken Drehflügels) 1535/40 Nadelholz 63,8/64,4 × 24,3 cm WD | Die einstigen Retabel der Nebenaltäre in Sankt Martin zu Meßkirch und ihre Flügelbilder WD                                    | Staatliche Kunsthalle Karlsruhe                                      | 100            | Staatliche Kunsthalle Karlsruhe            | Sankt Martin, Meßkirch bis 1772, Johann Baptist von Hirscher vor 1821, Staatliche Kunsthalle Karlsruhe ab 1858 | 48            | 70            |
|                         | Der Erzengel Michael als Seelenwäger (Abgespaltene Innenseite des rechten Drehflügels) 1535/40 Nadelholz 64 × 23,1 cm WD | Die einstigen Retabel der Nebenaltäre in Sankt Martin zu Meßkirch und ihre Flügelbilder WD                                    | Staatliche Kunsthalle Karlsruhe                                      | 99             | Staatliche Kunsthalle Karlsruhe            | Sankt Martin, Meßkirch bis 1772 Johann Baptist von Hirscher vor 1821 Staatliche Kunsthalle Karlsruhe ab 1858 | 49            | 69            |
|                         | Die Heilige Dreifaltigkeit (Linker Standflügel) 1535/40 Nadelholz 58,4 × 32,6 cm Anstückungen links um 1,9 cm und rechts um 2,1 cm WD | Die einstigen Retabel der Nebenaltäre in Sankt Martin zu Meßkirch und ihre Flügelbilder WD                                    | Diözesanmuseum Rottenburg                                            | 2.87           | Diözesanmuseum Rottenburg                  | Sankt Martin, Meßkirch bis 1772, Johann Georg Martin Dursch vor 1862, Josef von Lipp 1862–1864, Diözese Rottenburg-Stuttgart ab 1864 | 50            | 95            |
|                         | Der Heilige Stephanus (AbgespalteneAußenseite des linken Drehflügels) 1535/40 Nadelholz 64,3 × 24,1 cm WD | Die einstigen Retabel der Nebenaltäre in Sankt Martin zu Meßkirch und ihre Flügelbilder WD                                    | Philadelphia Museum of Art                                           | 721            | Philadelphia Museum of Art                 | Sankt Martin, Meßkirch bis 1772, Johann Baptist von Hirscher vor 1821, Karl Gustav Abel (WD) nach 1834, Heberle-Lempertz 1863 Auktion, George Gillis Haanen nach 1863, Édouard Louis François Fétis (WD) vor 1909, Le Roy Frères (WD) 9.11.1909 Auktion, John G. Johnson nach 1909, Philadelphia Museum of Art ab 1917 (Leihvertrag aus Vermächtnis) | n.a.          | 93            |
|                         | Der Heilige Cyriacus (Abgespaltene Außenseite des rechten Drehflügels) 1535/40 Nadelholz 64,1 × 24,1 cm WD | Die einstigen Retabel der Nebenaltäre in Sankt Martin zu Meßkirch und ihre Flügelbilder WD                                    | Philadelphia Museum of Art                                           | 725            | Philadelphia Museum of Art                 | Sankt Martin, Meßkirch bis 1772, Johann Baptist von Hirscher vor 1821, Karl Gustav Abel (WD) nach 1834, Heberle-Lempertz 1863 Auktion, George Gillis Haanen nach 1863, Édouard Louis François Fétis (WD) vor 1909, Le Roy Frères (WD) 9.11.1909 Auktion, John G. Johnson nach 1909, Philadelphia Museum of Art ab 1917 (Leihvertrag aus Vermächtnis) | n.a.          | 94            |
|                         | Der Heilige Gottfried von Amiens (Rechter Standflügel) 1535/40 Nadelholz 60 × 28 cm WD | Die einstigen Retabel der Nebenaltäre in Sankt Martin zu Meßkirch und ihre Flügelbilder WD                                    | Sammlung Würth                                                       | 6572           | Johanniterkirche                           | Sankt Martin, Meßkirch bis 1772, Joseph von Laßberg 1817/18 oder 1821/22, Fürstlich Fürstenbergische Sammlungen spätestens ab 1855, Sammlung Würth ab 2004 | 51            | 36            |
|                         | Der Heilige Crispinus (Abgespaltene Innenseite des linken Drehflügels) 1535/40 Nadelholz 66,5 × 20,8 cm WD Montage mit dem Pendant des rechten Drehflügels | Die einstigen Retabel der Nebenaltäre in Sankt Martin zu Meßkirch und ihre Flügelbilder WD                                    | Gemäldegalerie (Berlin)                                              | 619 B          | Gemäldegalerie (Berlin)                    | Sankt Martin, Meßkirch bis 1772, Johann Baptist von Hirscher vor 1821, Kaiser Friedrich Museum, Berlin ab 1850 | 52            | 6             |
|                         | Der Heilige Crispinus (Abgespaltene Innenseite des rechten Drehflügels) 1535/40 Nadelholz 66,5 × 20,4 cm WD Montage mit dem Pendant des linken Drehflügels | Die einstigen Retabel der Nebenaltäre in Sankt Martin zu Meßkirch und ihre Flügelbilder WD                                    | Gemäldegalerie (Berlin)                                              | 619 B          | Gemäldegalerie (Berlin)                    | Sankt Martin, Meßkirch bis 1772, Johann Baptist von Hirscher vor 1821, Kaiser Friedrich Museum, Berlin ab 1850 | 53            | 7             |
|                         | Der Heilige Gangolf (Abgespaltene Außenseite des linken Drehflügels) 1535/40 Nadelholz 66,5 × 20,8 cm WD | Die einstigen Retabel der Nebenaltäre in Sankt Martin zu Meßkirch und ihre Flügelbilder WD                                    | Yale University Art Gallery                                          | 1954.43.1      | Yale University Art Gallery                | Sankt Martin, Meßkirch bis 1772, Johann Baptist von Hirscher vor 1821, Karl Gustav Abel (WD) 1834, Joseph Otto Entres spätestens 1868, Franz Ludwig von Baumann 1880, Kaspar Schleibner 1880, Sammlang M. Orter, München, 1918, Kunsthandlung Julius Böhler 1918, Sammlung Blum, Kottbus, 1922, Walter Bareiss (WD) 1942, Yale University Art Gallery 1954 | 54            | 74            |
|                         | Die Heilige Lucia (Abgespaltene Außenseite des rechten Drehflügels) 1535/40 Nadelholz 66,2 × 20,8 cm WD | Die einstigen Retabel der Nebenaltäre in Sankt Martin zu Meßkirch und ihre Flügelbilder WD                                    | Staatliche Kunsthalle Karlsruhe                                      | 101            | Staatliche Kunsthalle Karlsruhe            | Sankt Martin, Meßkirch bis 1772, Johann Baptist von Hirscher vor 1821, Staatliche Kunsthalle Karlsruhe ab 1858 | 55            | 71            |
|                         | Der Heilige Laurentius (Abgespaltene Innenseite des linken Drehflügels) 1535/40 Holz 61 × 23,2 cm WD | Die einstigen Retabel der Nebenaltäre in Sankt Martin zu Meßkirch und ihre Flügelbilder WD                                    | Privatsammlung                                                       |                | Privatsammlung                             | Sankt Martin, Meßkirch, bis 1772 Sammlung Seemann Carl Weigle, Stuttgart, 1888 Kunsthandlung Julius Böhler, spätestens 1930 Richard von Schnitzler, nach 1930 Privatsammlung | 56            | 84            |
|                         | Der Heilige Georg (Abgespaltene Innenseite des rechten Drehflügels) 1535/40 Fichtenholz 61,8 × 23,3 cm WD | Die einstigen Retabel der Nebenaltäre in Sankt Martin zu Meßkirch und ihre Flügelbilder WD                                    | Kunstsammlung des Hauses Waldburg-Wolfegg                            |                | Schloss Wolfegg                            | Sankt Martin, Meßkirch bis 1772, Maximilian von Waldburg-Wolfegg-Waldsee vor 1933, Familienbesitz Waldburg-Wolfegg | 57            | 102           |
|                         | Die Heilige Kunigunde (Abgespaltene Innenseite des linken Drehflügels) 1535/40 Nadelholz 63,8/64,4 × 24,3 cm WD | Die einstigen Retabel der Nebenaltäre in Sankt Martin zu Meßkirch und ihre Flügelbilder WD                                    | Staatsgalerie Stuttgart                                              | 1938           | Staatsgalerie Stuttgart                    | Sankt Martin, Meßkirch bis 1772, Sammlung Seemann, >Carl Weigle, Stuttgart, 1888, Kunsthandlung Julius Böhler, spätestens 1930, Staatsgalerie Stuttgart, 1938 | 58            | 85            |
|                         | Die Heilige Katharina von Alexandria (Abgespaltene Innenseite des linken Drehflügels) 1535/40 Nadelholz 60,2 × 20,5 cm WD Montage mit dem Pendant des rechten Drehflügels und der abgespalten Innenseite eines rechten Drehflügels eines weiteren Altars                                                                                            | Die einstigen Retabel der Nebenaltäre in Sankt Martin zu Meßkirch und ihre Flügelbilder WD                                    | Gemäldegalerie (Berlin)                                              | 619 A          | Gemäldegalerie (Berlin)                    | Sankt Martin, Meßkirch bis 1772, Johann Baptist von Hirscher vor 1821, Kaiser Friedrich Museum, Berlin ab 1850 | 59            | 3             |
|                         | Die Heilige Agnes von Rom (Abgespaltene Innenseite des rechten Drehflügels) 1535/40 Nadelholz 60,2 × 21 cm WD Montage mit dem Pendant des linken Drehflügels und der abgespalten Innenseite eines rechten Drehflügels eines weiteren Altars | Die einstigen Retabel der Nebenaltäre in Sankt Martin zu Meßkirch und ihre Flügelbilder WD                                    | Gemäldegalerie (Berlin)                                              | 619 A          | Gemäldegalerie (Berlin)                    | Sankt Martin, Meßkirch bis 1772, Johann Baptist von Hirscher vor 1821, Kaiser Friedrich Museum, Berlin ab 1850 | 60            | 5             |
|                         | Der Heilige Cornelius (Abgespaltene Innenseite des linken Drehflügels) 1535/40 Nadelholz 62 × 28,7 cm WD | Die einstigen Retabel der Nebenaltäre in Sankt Martin zu Meßkirch und ihre Flügelbilder WD                                    | Staatsgalerie Stuttgart (Leihvertrag) WD                             | L 1188         | Staatsgalerie Stuttgart                    | Sankt Martin, Meßkirch bis 1772, Wilhelm von Urach vor 1869, auf Schloss Lichtenstein noch 1933 im Besitz des Hauses Württemberg-Urach, seit 1977 per Leihvertrag in der Staatsgalerie Stuttgart | 61            | 75            |
|                         | Der Heilige Cyprianus von Karthago (Abgespaltene Innenseite des rechten Drehflügels) 1535/40 Nadelholz 61,8 × 29 cm WD | Die einstigen Retabel der Nebenaltäre in Sankt Martin zu Meßkirch und ihre Flügelbilder WD                                    | Staatsgalerie Stuttgart (Leihvertrag) WD                             | L 1187         | Staatsgalerie Stuttgart                    | Sankt Martin, Meßkirch bis 1772, Wilhelm von Urach vor 1869, auf Schloss Lichtenstein noch 1933 im Besitz des Hauses Württemberg-Urach, seit 1977 per Leihvertrag in der Staatsgalerie Stuttgart | 62            | 76            |
|                         | Der Apostel Jakobus der Ältere (Abgespaltene Innenseite des linken Drehflügels) 1535/40 Nadelholz 51 × 29 cm WD An der linken Bildkante eine Anstückung von 2 cm | Die einstigen Retabel der Nebenaltäre in Sankt Martin zu Meßkirch und ihre Flügelbilder WD                                    | Sammlung Würth                                                       | 6568           | Johanniterkirche                           | Sankt Martin, Meßkirch bis 1772, Joseph von Laßberg 1817/18 oder 1821/22, Fürstlich-Fürstenbergische Sammlungen spätestens ab 1855, Sammlung Würth ab 2004 | 63            | 29            |
|                         | Der Heilige Dionysius (Abgespaltene Innenseite des rechten Drehflügels) 1535/40 Nadelholz 61,8 × 27,3 cm WD | Die einstigen Retabel der Nebenaltäre in Sankt Martin zu Meßkirch und ihre Flügelbilder WD                                    | Staatsgalerie Stuttgart (Leihvertrag) WD                             | L 1189         | Staatsgalerie Stuttgart                    | Sankt Martin, Meßkirch bis 1772, Wilhelm von Urach vor 1869, auf Schloss Lichtenstein noch 1933 im Besitz des Hauses Württemberg-Urach, seit 1977 per Leihvertrag in der Staatsgalerie Stuttgart | 64            | 77            |
|                         | Der Heilige Paulus (Abgespaltene Innenseite des rechten Drehflügels) 1535/40 Nadelholz 61,7 × 18,5 cm WD Montage mit den Pendantbildern der Drehflügel eines weiteren Altars | Die einstigen Retabel der Nebenaltäre in Sankt Martin zu Meßkirch und ihre Flügelbilder WD                                    | Gemäldegalerie (Berlin)                                              | 619 A          | Gemäldegalerie (Berlin)                    | Sankt Martin, Meßkirch bis 1772, Johann Baptist von Hirscher vor 1821, Kaiser Friedrich Museum, Berlin ab 1850 | 65            | 4             |
|                         | Die Heiligen Sebastian und Vitalis (Nicht zusammengehörige, abgespaltene linke und rechte Flügelinnenseiten zweier ehemaliger Retabel, zu einer Tafel montiert) 1535/40 Nadelholz 64 × 42 cm WD | Die einstigen Retabel der Nebenaltäre in Sankt Martin zu Meßkirch und ihre Flügelbilder WD                                    | Sammlung Würth                                                       | 6566           | Johanniterkirche                           | Sankt Martin, Meßkirch bis 1772, Joseph von Laßberg 1817/18 oder 1821/22, Fürstlich Fürstenbergische Sammlungen spätestens ab 1855, die Flügelinnenseiten zweier verschiedener Retabel zusammengefügt und Hintergrund retouchiert, Sammlung Würth ab 2004 | 66            | 30 31         |
|                         | Der Heilige Fabian (Innenseite des rechten Drehflügels) 1535/40 Tannenholz 62 × 18 cm WD | Die einstigen Retabel der Nebenaltäre in Sankt Martin zu Meßkirch und ihre Flügelbilder WD                                    | Oberfrankenstiftung Bayreuth                                         | M.430          | Kunstsammlungen der Veste Coburg           | Sankt Martin, Meßkirch bis 1772, Johann Baptist von Hirscher vor 1821, Carl Gustav Abel (WD), 1834, Verkauft an „Leonhard“, 1855, versteigert von Weinmüller, 1962, Sammlung Georg Schäfer, Schweinfurt, Oberfrankenstiftung, Bayreuth, 2003 | 67            |               |
|                         | Die Heiligen Märtyrer Johannes und Paulus (Abgespaltene Außenseiten des linken und rechten Drehflügels, zu einer Tafel montiert) 1535/40 Fichtenholz 64 × 41 cm WD | Die einstigen Retabel der Nebenaltäre in Sankt Martin zu Meßkirch und ihre Flügelbilder WD                                    | Sammlung Würth                                                       | 6567           | Johanniterkirche                           | Sankt Martin, Meßkirch bis 1772, Joseph von Laßberg 1817/18 oder 1821/22, Fürstlich Fürstenbergische Sammlungen spätestens ab 1855, die Flügelinnenseiten zweier verschiedener Retabel zusammengefügt unter weitestgehender Beibehaltung des originalen Hintergrunds, Sammlung Würth ab 2004 | 68            | 32 33         |
|                         | Der Heilige Ulrich von Augsburg (Linker Standflügel) 1535/40 Nadelholz 65,5 × 25 cm WD | Die einstigen Retabel der Nebenaltäre in Sankt Martin zu Meßkirch und ihre Flügelbilder WD                                    | Bayerische Staatsgemäldesammlungen                                   | 8696           | Alte Pinakothek                            | Sankt Martin, Meßkirch bis 1772, Johann Baptist von Hirscher spätestens 1821, Carl Gustav Abel 1834, Michael Berolzheimer spätestens 1912, Alte Pinakothek 1912 | 69            | 83            |
|                         | Die Heilige Agatha von Catania (Rechter Standflügel) 1535/40 Nadelholz 63,7 × 24,8 cm WD | Die einstigen Retabel der Nebenaltäre in Sankt Martin zu Meßkirch und ihre Flügelbilder WD                                    | Philadelphia Museum of Art                                           | 724            | Philadelphia Museum of Art                 | Sankt Martin, Meßkirch bis 1772, Johann Baptist von Hirscher vor 1821, Karl Gustav Abel (WD) nach 1834, Heberle-Lempertz 1863 Auktion, George Gillis Haanen nach 1863, Édouard Louis François Fétis (WD) vor 1909, Le Roy Frères (WD) 9.11.1909 Auktion, John G. Johnson nach 1909, Philadelphia Museum of Art ab 1917 (Leihvertrag aus Vermächtnis) | n.a.          | 92            |
|                         | Der Heilige Paulus von Theben (Linker Standflügel) 1535/40 Fichtenholz 54 × 33 cm WD | Die einstigen Retabel der Nebenaltäre in Sankt Martin zu Meßkirch und ihre Flügelbilder WD                                    | Sammlung Würth                                                       | 6570           | Johanniterkirche                           | Sankt Martin, Meßkirch bis 1772, Joseph von Laßberg 1817/18 oder 1821/22, Fürstlich Fürstenbergische Sammlungen spätestens ab 1855, Sammlung Würth ab 2004 | 70            | 27            |
|                         | Die Heilige Afra (Rechter Standflügel) 1535/40 Nadelholz 63,8/64,4 × 24,3 cm WD | Die einstigen Retabel der Nebenaltäre in Sankt Martin zu Meßkirch und ihre Flügelbilder WD                                    | Sammlung Würth                                                       | 6569           | Johanniterkirche                           | Sankt Martin, Meßkirch bis 1772, Joseph von Laßberg 1817/18 oder 1821/22, Fürstlich Fürstenbergische Sammlungen spätestens ab 1855, Sammlung Würth ab 2004 | 71            | 26            |
|                         | Der Heilige Antonius Abbas (Abgespaltene Außenseite des linken Drehflügels) 1535/40 Fichtenholz 51 × 21 cm WD | Die einstigen Retabel der Nebenaltäre in Sankt Martin zu Meßkirch und ihre Flügelbilder WD                                    | Sammlung Würth                                                       | 6571           | Johanniterkirche                           | Sankt Martin, Meßkirch bis 1772, Joseph von Laßberg 1817/18 oder 1821/22, Fürstlich Fürstenbergische Sammlungen spätestens ab 1855, Sammlung Würth ab 2004 | 72            | 28            |
|                         | Der Heiliger Gregor (Linker Standflügel) 1535/40 Nadelholz 63,5 × 26,1 cm WD | Die einstigen Retabel der Nebenaltäre in Sankt Martin zu Meßkirch und ihre Flügelbilder WD                                    | Yale University Art Gallery                                          | 1954.43.2      | Yale University Art Gallery                | Sankt Martin, Meßkirch bis 1772, Johann Baptist von Hirscher vor 1821, Karl Gustav Abel (WD) 1834, Joseph Otto Entres nach 1834, Franz Ludwig von Baumann 1880, Kunsthandlung Julius Böhler 1918, Parke-Bernet 1942, Walter Bareiss (WD) 1942, Yale University Art Gallery 1954 | 73            | 73            |
|                         | Der Heilige Jodokus (?) (Abgespaltene Außenseite des rechten Drehflügels) 1535/40 Fichtenholz 53 × 22 cm WD | Die einstigen Retabel der Nebenaltäre in Sankt Martin zu Meßkirch und ihre Flügelbilder WD                                    | Sammlung Würth                                                       | 6574           | Johanniterkirche                           | Sankt Martin, Meßkirch bis 1772, Joseph von Laßberg 1817/18 oder 1821/22, Erbin: Freifrau Hildegard von Laßberg, Fürstenhaus Fürstenberg 1915 ersteigert für Schloss Heiligenberg, seit 1950er Jahren Fürstlich Fürstenbergische Sammlungen, Sammlung Würth, 2004 | 74            | 51            |
|                         | Der Apostel Andreas (Rechter Standflügel) 1535/40 Tannenholz 56,2 × 24 cm WD | Die einstigen Retabel der Nebenaltäre in Sankt Martin zu Meßkirch und ihre Flügelbilder WD                                    | Staatsgalerie Stuttgart (Leihvertrag) WD                             | L 1190         | Staatsgalerie Stuttgart                    | Sankt Martin, Meßkirch bis 1772, Wilhelm von Urach vor 1869, auf Schloss Lichtenstein noch 1933 im Besitz des Hauses Württemberg-Urach, seit 1977 per Leihvertrag in der Staatsgalerie Stuttgart | 75            | 78            |
|                         | Der Heilige Otmar von Sankt Gallen (Linker Standflügel) 1535/40 Nadelholz 62,2 × 22,2 cm WD | Die einstigen Retabel der Nebenaltäre in Sankt Martin zu Meßkirch und ihre Flügelbilder WD                                    | Privatbesitz                                                         |                | unbekannt                                  | Sankt Martin, Meßkirch bis 1772, Joseph von Laßberg vor 1821 (möglicherweise) Grafen von und zu Bodman vor 1933, Privatbesitz | 76            | 9             |
|                         | Die Heilige Odilie von Hohenburg (Rechter Standflügel) 1535/40 Nadelholz 62,24 × 22,1 cm WD | Die einstigen Retabel der Nebenaltäre in Sankt Martin zu Meßkirch und ihre Flügelbilder WD                                    | Privatbesitz                                                         |                | unbekannt                                  | Sankt Martin, Meßkirch bis 1772, Joseph von Laßberg vor 1821 (möglicherweise), Grafen von und zu Bodman vor 1933, Privatbesitz | 77            | 8             |
|                         | Ein Heiliger Bischof (ehemals der Heilige Severin?) (Linker Standflügel) 1535/40 Fichtenholz 60 × 22 cm WD | Die einstigen Retabel der Nebenaltäre in Sankt Martin zu Meßkirch und ihre Flügelbilder WD                                    | Sammlung Würth                                                       | 6573           | Johanniterkirche                           | Sankt Martin, Meßkirch bis 1772, Joseph von Laßberg 1817/18 oder 1821/22, Fürstlich Fürstenbergische Sammlungen spätestens ab 1855, Sammlung Würth ab 2004 | 78            | 37            |
|                         | Heilige Walpurga (Linker Standflügel) 1535/40 Nadelholz 61,7 × 27,6 cm WD | Die einstigen Retabel der Nebenaltäre in Sankt Martin zu Meßkirch und ihre Flügelbilder WD                                    | Philadelphia Museum of Art                                           | 723            | Philadelphia Museum of Art                 | Sankt Martin, Meßkirch bis 1772, Johann Baptist von Hirscher vor 1821, Karl Gustav Abel (WD) nach 1834, Heberle-Lempertz 1863 Auktion, George Gillis Haanen nach 1863, Édouard Louis François Fétis (WD) vor 1909, Le Roy Frères (WD) 9.11.1909 Auktion, John G. Johnson nach 1909, Philadelphia Museum of Art ab 1917 (Leihvertrag aus Vermächtnis) | n.a.          | 91            |
|                         | Heilige Eulalia (Rechter Standflügel) 1535/40 Nadelholz 61,9 × 28,6 cm WD | Die einstigen Retabel der Nebenaltäre in Sankt Martin zu Meßkirch und ihre Flügelbilder WD                                    | Philadelphia Museum of Art                                           | 722            | Philadelphia Museum of Art                 | Sankt Martin, Meßkirch bis 1772, Johann Baptist von Hirscher vor 1821, Karl Gustav Abel (WD) nach 1834, Heberle-Lempertz 1863 Auktion, George Gillis Haanen nach 1863, Édouard Louis François Fétis (WD) vor 1909, Le Roy Frères (WD) 9.11.1909 Auktion, John G. Johnson nach 1909, Philadelphia Museum of Art ab 1917 (Leihvertrag aus Vermächtnis) | n.a.          | 90            |
|                         | Der Heilige Kosmas (Damian?) (Linker Standflügel) 1535/40 Nadelholz 52,5 × 23,5 cm WD | Die einstigen Retabel der Nebenaltäre in Sankt Martin zu Meßkirch und ihre Flügelbilder WD                                    | Galerie Caspari (zuletzt 1934) WD                                    |                | verschollen                                | Sankt Martin, Meßkirch bis 1772, Joseph von Laßberg, frühestmöglicher Zeitraum 1817, Freiin Carla Droste zu Hülshoff, als Erbin, Galerie Caspari, 1934, Verschollenes Kunstwerk (WD), ab 1938 |               | 86            |
|                         | Ein heiliger Diakon (St. Vinzentius ?) (Rechter Standflügel) 1535/40 Nadelholz 52,5 × 23,5 cm WD | Die einstigen Retabel der Nebenaltäre in Sankt Martin zu Meßkirch und ihre Flügelbilder WD                                    | Galerie Caspari (zuletzt 1934) WD                                    |                | verschollen                                | Sankt Martin, Meßkirch bis 1772, Joseph von Laßberg, frühestmöglicher Zeitraum 1817, Freiin Carla Droste zu Hülshoff, als Erbin, Galerie Caspari, 1934, Verschollenes Kunstwerk (WD) ab 1938 |               | 87            |
| Innenseite: Außenseite: | Der kniende Stifter Graf Gottfried Werner von Zimmern – Christus am Ölberg Wildensteiner Altar (Retabel mit Dreh- und Standflügeln in erneuertem Rahmen, doppelseitig bemalter linker Drehflügel) Tannenholz 1536 68,6 × 28,2 cm, allseitig beschnitten, rechts und links Anstückung einer ca. 1 cm breiten Leiste Altar geöffnet Altar geschlossen | Wildensteiner Altar | Staatsgalerie Stuttgart                                              | 3820           | Staatsgalerie Stuttgart                    | Gottfried Werner von Zimmern (Auftraggeber, 1536), Grafen von Zimmern (bis 1594), Grafen von Helfenstein-Gundelfingen (im Erbgang bis 1627), Fürsten von Fürstenberg (im Erbgang bis 2012), Staatsgalerie Stuttgart (Kauf, 2012) | 17            | 14 17         |
|                         | Die durch Engel bekrönte Muttergottes mit Kind im Kreise der 14 Schutzheiligen des Hauses Zimmern Wildensteiner Altar (Retabel mit Dreh- und Standflügeln in erneuertem Rahmen, Mitteltafel) Tannenholz 1536 64 × 60 cm | Wildensteiner Altar | Staatsgalerie Stuttgart                                              | 3819           | Staatsgalerie Stuttgart                    | Gottfried Werner von Zimmern (Auftraggeber, 1536), Grafen von Zimmern (bis 1594), Grafen von Helfenstein-Gundelfingen (im Erbgang bis 1627), Fürsten von Fürstenberg (im Erbgang bis 2012), Staatsgalerie Stuttgart (Kauf, 2012) | 16            | 13            |
| Innenseite: Außenseite: | Die kniende Stifterin Gräfin Apollonia von Henneberg – Christus am Ölberg Wildensteiner Altar (Retabel mit Dreh- und Standflügeln in erneuertem Rahmen, doppelseitig bemalter rechter Drehflügel) Tannenholz 1536 68,5 × 28,3 cm, allseitig beschnitten, rechts und links Anstückung einer ca. 1 cm breiten Leiste Altar geöffnet Altar geschlossen | Wildensteiner Altar | Staatsgalerie Stuttgart                                              | 3821           | Staatsgalerie Stuttgart                    | Gottfried Werner von Zimmern (Auftraggeber, 1536), Grafen von Zimmern (bis 1594), Grafen von Helfenstein-Gundelfingen (im Erbgang bis 1627), Fürsten von Fürstenberg (im Erbgang bis 2012), Staatsgalerie Stuttgart (Kauf, 2012) | 18            | 15 17         |
|                         | Christi Abschied von seiner Mutter Wildensteiner Altar (Retabel mit Dreh- und Standflügeln in erneuertem Rahmen, linker Standflügel) Nadelholz 1536 71,8 × 30,7 cm | Wildensteiner Altar | Staatsgalerie Stuttgart                                              | 3822           | Staatsgalerie Stuttgart                    | Gottfried Werner von Zimmern (Auftraggeber, 1536), Grafen von Zimmern (bis 1594), Grafen von Helfenstein-Gundelfingen (im Erbgang bis 1627), Fürsten von Fürstenberg (im Erbgang bis 2012), Staatsgalerie Stuttgart (Kauf, 2012) | 19            | 18            |
|                         | Die Gefangennahme Christi Wildensteiner Altar (Retabel mit Dreh- und Standflügeln in erneuertem Rahmen, rechter Standflügel) Nadelholz 1536 72,2 × 31 cm | Wildensteiner Altar | Staatsgalerie Stuttgart                                              | 3823           | Staatsgalerie Stuttgart                    | Gottfried Werner von Zimmern (Auftraggeber, 1536), Grafen von Zimmern (bis 1594), Grafen von Helfenstein-Gundelfingen (im Erbgang bis 1627), Fürsten von Fürstenberg (im Erbgang bis 2012), Staatsgalerie Stuttgart (Kauf, 2012) | 20            | 19            |
|                         | Der Heilige Benedikt als Einsiedler im Gebet um 1540 Tannenholz 106 × 75 cm WD | | Staatsgalerie Stuttgart                                              | 742            | Staatsgalerie Stuttgart                    | Kloster St. Peter auf dem Schwarzwald, möglicherweise, Johann Baptist von Hirscher vor 1866, Staatsgalerie Stuttgart ab 1866 | 21            | 98            |
|                         | Votivtafel des Johann von Ehingen-Neuneck1560 Lindenholz (?) ? WD | Votivtafel des Johann von Ehingen-Neuneck                                                                                     |                                                                      |                | Tretjakow Galerie, Moskau                  | Dominikanerinnenkloster Kirchberg bis zum Ende des 16. Jahrhunderts, Tretjakow-Galerie 1929, Puschkin-Museum 2017 | n.a.          | 80            |
|                         | Bildnis des Eitelfriedrich III. von Zollern 1561 Tannenholz 96 × 68 cm Joseph Weiß WD | | Fürstlich Hohenzollerische Sammlungen WD                             | 40452          | Fürstlich Hohenzollerische Sammlungen      | dauerhaft in Familienbesitz | 22            | 96            |